# Politique étrangère de la première administration Trump
La politique étrangère américaine pendant la première présidence de Donald Trump (2017-2021) est connue pour son imprévisibilité et son reniement des engagements internationaux antérieurs,,,, bouleversant les conventions diplomatiques, adoptant la politique de la corde raide politique et économique avec la plupart des adversaires, et des relations plus fortes avec les alliés traditionnels. La politique "America First" de Trump poursuit des objectifs de politique étrangère nationalistes et donne la priorité aux relations bilatérales plutôt qu'aux accords multinationaux. En tant que président, Trump se décrit comme un nationaliste tout en épousant des opinions qui sont qualifiées d'isolationnistes, de non-interventionnistes et de protectionnistes,,, bien que l'étiquette "isolationniste" soit contestée,[réf. à confirmer]. Il fait personnellement l'éloge de certains gouvernements populistes, néo-nationalistes, illibéraux et autoritaires, tout en contrariant d'autres, même si les diplomates de l'administration continuent nominalement à poursuivre des idéaux pro-démocratie à l'étranger.
Lors de son entrée en fonction, Trump s'appuie davantage sur le personnel militaire que n'importe quelle administration précédente depuis la présidence de Ronald Reagan, et davantage sur les conseillers de la Maison-Blanche que sur le Département d'État pour le conseiller en matière de relations internationales. Il confie par exemple la politique liée au processus de paix au Moyen-Orient (en) au conseiller principal Jared Kushner. L'ancien PDG d'ExxonMobil, Rex Tillerson, est le premier secrétaire d'État de Trump, nommé pour son expérience et ses contacts dans de nombreux autres pays, notamment en Russie. Pendant le mandat de Tillerson au Département d'État, les coupes budgétaires et la dépendance de Trump à l'égard des conseillers de la Maison-Blanche conduisent les médias à rapporter que le Département d'État est sensiblement "marginalisé". L'ancien directeur de la CIA, Mike Pompeo, succède à Tillerson au poste de secrétaire d'État en avril 2018.
Dans le cadre de la politique America First, l'administration Trump réévalue bon nombre des engagements multinationaux antérieurs des États-Unis, notamment le retrait du Partenariat transpacifique, du traité INF, du CDH, de l'UNESCO et de l'Accord de Paris, et exhorte les alliés de l'OTAN à augmenter le partage des charges. L'administration Trump introduit une interdiction de voyager en provenance de certains pays à majorité musulmane et reconnaît (en) Jérusalem comme capitale d'Israël. Il recherche un rapprochement (en) avec le dirigeant nord-coréen Kim Jong-un dans le cadre des efforts visant à dénucléariser la péninsule coréenne, bien que la Corée du Nord étende son arsenal nucléaire. Trump retire les États-Unis de l'accord sur le nucléaire iranien et accroît les sanctions contre l'Iran (en), précipitant plusieurs confrontations avec l'Iran. Il accroît sa belligérance contre le Venezuela (en) et le Nicaragua tout en supervisant le retrait des troupes américaines de Syrie, d'Irak (en), de Somalie (en) et d'Afghanistan, tout en acceptant avec les talibans un retrait complet et conditionnel d'Afghanistan en 2021. Il multiplie également les frappes de drones américaines en Afrique et poursuit la stratégie américaine de guerre contre le terrorisme et contre l'organisation terroriste État islamique, notamment en supervisant la mort de son chef Abou Bakr al-Baghdadi en octobre 2019. En janvier 2020, Trump ordonne une frappe de drone en Irak qui assassine le général de division iranien Qassem Soleimani.
L'administration Trump a souvent recours à la pression économique pour faire avancer ses objectifs de politique étrangère. Les droits de douane sur les importations imposés par Trump agitent les partenaires commerciaux et déclenchent une guerre commerciale avec la Chine. Il signe également l'Accord Canada–États-Unis–Mexique (ACEUM), un accord commercial continental qui remplace l'ALENA. L'administration Trump négocie l'accord Kosovo-Serbie, les accords d'Abraham et les accords de normalisation israélo-arabes ultérieurs avec Bahreïn (en), le Soudan (en) et le Maroc (en).

## Chronologie des évènements notables

### 2016
En 2020, Trump explique comment certains de ses objectifs de politique étrangère deviennent sa motivation pour se présenter aux élections : "Je me suis présenté à la présidence parce que je ne peux plus assister à cette trahison de notre pays. Je ne pouvais pas rester les bras croisés pendant que des politiciens de carrière laissaient d'autres pays profiter de nous en matière de commerce, de frontières, de politique étrangère et de défense nationale."
En mai 2016, Trump fait campagne pour la première fois en faveur de l'indépendance énergétique des États-Unis. Il attire l'attention sur l'adhésion de la Chine à l'Organisation mondiale du commerce (OMC) en 2001 comme une erreur, affirmant que cette décision contribue à des pertes d'emplois massives. Par conséquent, il menace en 2016 d'imposer des droits de douane sur les produits chinois s'il est élu, et après les élections, il s'engage à imposer des pénalités fiscales aux entreprises américaines qui délocalisent leurs sociétés,.

### 2017
Le 23 janvier 2017, trois jours après son entrée en fonction, il se retire du Partenariat transpacifique, qu'il considère comme un "partenariat destructeur d'emplois". Trump annonce sa préférence pour les accords bilatéraux. Pendant le reste du mandat de Trump, son administration conclu une poignée d'accords bilatéraux limités couvrant des produits ou des industries spécifiques, avec des résultats limités. Trump ne poursuit qu'un seul accord de libre-échange général (ALE) : l'ACEUM (avec le Canada et le Mexique), qui modifie l'ALENA. Bien que les États-Unis sous Trump évitent les ALE, les six principaux partenaires commerciaux des États-Unis continuent à en négocier et à en conclure, ce qui fait perdre du terrain aux États-Unis.
Le 6 avril 2017, en représailles à l'attaque chimique au sarin du président syrien Bachar el-Assad contre des civils, Trump autorise une frappe limitée de missiles de croisière sur une base aérienne syrienne. Après que la Russie bloque les mesures parrainées par les États-Unis contre le régime syrien au Conseil de sécurité de l'ONU, les États-Unis prennent des mesures unilatérales. L'attaque attire le soutien international jugé justifiée, selon l'application de la Convention sur les armes chimiques (CAC).
Le 27 avril 2017, l'administration annule l'accord de libre-échange entre les États-Unis et la Corée du Sud, que Trump a qualifie d'"accord commercial destructeur d'emplois" alors qu'il est encore candidat à la présidentielle,.
En avril 2017, l'administration affronte la Corée du Nord et le vice-président Pence se rend dans la zone démilitarisée. Les tensions s'accroissent lorsque Trump affirme dans une interview : "Si la Chine ne veut pas régler le problème de la Corée du Nord, nous le ferons." Quelques mois plus tard, en juin, il déclare une urgence nationale à l'égard de la Corée du Nord. Le 17 juin, la Corée du Nord libère le captif américain Otto Warmbier, qui est renvoyé aux États-Unis dans un état comateux et décède peu de temps après.
En mai 2017, Trump effectue son premier voyage à l'étranger en tant que président, se rendant en Arabie saoudite, en Israël, en Cisjordanie, au Vatican, en Belgique et en Italie. À Bruxelles, il s'adresse aux chefs d'État et de gouvernement de l'Organisation du traité de l'Atlantique nord (OTAN), appelant chacun d'eux à "enfin apporter sa juste part" à l'alliance. En janvier 2019, le secrétaire général de l'OTAN, Jens Stoltenberg, remercie Trump pour son "engagement envers l'OTAN", affirmant qu'il a le mérite d'avoir obtenu 100 milliards de dollars supplémentaires en dépenses de défense pour l'alliance.
En juin 2017, Trump annoncé que les États-Unis se retirent de l'Accord de Paris (en) pour lutter contre le changement climatique. Le retrait laisse les États-Unis comme l'un des seuls pays au monde en dehors de l'Accord de Paris (qui consolide l'engagement volontaire de chaque pays de réduire les émissions de carbone et vise à réduire davantage les émissions), et fait des États-Unis le seul pays à se retirer de l'accord une fois conclu. Le retrait de Trump abandonne officiellement l'objectif du président Obama de réduire les émissions américaines de 28% par rapport aux niveaux de 2005 d'ici 2025. Le retrait américain entre officiellement en vigueur le 4 novembre 2020. La décision de Trump de se retirer de l'accord consterne les chefs d'entreprise et les alliés des États-Unis et est condamnée par les scientifiques, qui avertissent que le retrait des États-Unis aggrave la crise climatique,. Joe Biden, le successeur de Trump, réintègre les États-Unis dans l'Accord de Paris le 19 février 2021.
Le 6 décembre 2017, Trump reconnaît officiellement Jérusalem comme capitale d'Israël et lance le processus de transfert de l'ambassade américaine à Jérusalem.

### 2018
En mars 2018, Trump propose la création d’une force spatiale indépendante. À la suite de cette décision, il ordonne au département de la Défense de créer la force spatiale des États-Unis, une nouvelle branche des forces armées. Il est promulgué le 20 décembre 2019.
Le 14 mai 2018, l'administration Trump transfère officiellement l'ambassade américaine en Israël de Tel Aviv à Jérusalem.
Le 18 mai 2018, Trump annonce que les États-Unis se retirent du Plan d’action global commun, connu sous le nom d'accord sur le nucléaire iranien,. L'administration met auparavant l'Iran "en garde" après avoir testé un missile quelques jours après l'entrée en fonction de Trump.
Le 12 juin 2018, Trump et le dirigeant nord-coréen Kim Jong-un se rencontrent à Singapour. Trump espère que leurs relations entraîneront la fin du programme nucléaire nord-coréen. Trump utilise "la flatterie, la cajolerie et même une vidéo promotionnelle savamment réalisée" pour tenter de persuader Kim d'adhérer à un partenariat de paix. Trump fait également certaines concessions à Kim, notamment la fin des exercices militaires entre les États-Unis et la Corée du Sud, une décision qui surprend à la fois la Corée du Sud et le Pentagone.
Le 19 juin 2018, l'ambassadrice de l'ONU Nikki Haley annonce que les États-Unis se retirent du Conseil des droits de l'homme. Elle cite le "parti pris chronique du Conseil contre Israël" et les violations des droits de l'homme de divers membres en exercice, dont la Chine et le Venezuela.
Le 16 juillet 2018, Trump et le président russe Vladimir Poutine se rencontrent à Helsinki pour une réunion de deux heures pour discuter de la guerre civile syrienne, du traité sur les forces nucléaires à portée intermédiaire et de l'empiétement de la Russie sur l'Ukraine.
En septembre 2018, les États-Unis, le Mexique et le Canada concluent un accord visant à remplacer l'ALENA par l'Accord Canada–États-Unis–Mexique (ACEUM). Au cours de sa campagne de 2016, Trump condamne l'Accord de libre-échange nord-américain (ALENA), déclarant que s'il est élu à la présidence, "soit nous le renégocierons, soit nous le romprons",.
En décembre 2018, Trump annonce que les États-Unis retireront la totalité des plus de deux mille soldats déployés en Syrie et demande au Pentagone d'élaborer un plan visant à retirer également la moitié de ceux servant en Afghanistan.

### 2019
Au lendemain des attentats de Paris commis par l'État islamique (EI) en novembre 2015, Trump réitère son intention d'éliminer l'EI. En août 2017, l'administration Trump a "considérablement accéléré" la campagne menée par les États-Unis contre l'EIIL et reconquiert près d'un tiers du territoire dont ils se sont emparés. Le 23 mars 2019, les responsables de l'administration Trump et leurs alliés saluent avec prudence l'effondrement territorial de l'État islamique en Syrie. L'administration souligne la nécessité de continuer à faire pression en maintenant une présence dans le pays, tout en bloquant une résurgence territoriale de l'État islamique.
En mai 2019, la "guerre commerciale" avec la Chine prend une tournure encore pire. Les négociations commerciales échouent et les États-Unis augmentent les droits de douane sur 200 milliards de dollars de produits chinois. La Chine rend la pareille. L'administration Trump impose également de nouvelles restrictions aux entreprises de télécommunications chinoises, qualifiant la Chine de manipulateur de devises et menace de mettre un terme à tous les investissements privés américains en Chine.
Le 30 juin 2019, Trump devient le premier président américain en exercice à mettre les pieds en Corée du Nord, pour une brève rencontre avec son dirigeant, Kim Jong Un. Kim admet sa surprise face à la demande de rencontre de Trump, mais accepte l'offre en raison de leurs "excellentes relations" et de l'importance de la réunion pour dénucléariser la péninsule coréenne.
Le 6 octobre 2019, Trump annonce qu'il retire toutes les troupes américaines restantes du nord de la Syrie sous contrôle kurde. La Turquie envahit ensuite la Syrie pour combattre les groupes kurdes. L'administration Trump réagit en imposant des sanctions à la Turquie, bien qu'elle soit un alliée de l'OTAN.
En 2019, Trump déclare que les troupes américaines sont en Syrie "uniquement pour le pétrole",,.
Le 20 décembre 2019, Trump s'entretient avec le dirigeant suprême chinois Xi Jinping, lorsque la Chine accepte de procéder à des achats "à grande échelle" de produits agricoles américains. Ils prévoient de signer un accord formel sur une "première phase d'accord commercial" visant à mettre fin à leur guerre commerciale de 18 mois. Au cours de leur entretien, Xi déclare à Trump qu'il est profondément préoccupé par les "paroles et actes négatifs" des États-Unis concernant Taïwan, Hong Kong, le Xinjiang et le Tibet. Parallèlement à certains allégements tarifaires, la Chine accepte d'apporter divers changements structurels concernant les questions de propriété intellectuelle et de technologie. Les achats chinois réels de produits américains en 2020 sont bien en deçà des attentes. En fin de compte, l'accord de phase 1 n'aborde aucun aspect structurel des conflits structurels entre les États-Unis et la Chine. Le déficit commercial global des États-Unis s'aggrave, le commerce d'approvisionnement étant détourné de la Chine vers des producteurs étrangers plus coûteux plutôt que d'être approvisionné sur le marché intérieur. Les tarifs douaniers imposés par les États-Unis augmentent les coûts des importations chinoises pour les entreprises et les consommateurs américains.

### 2020
Janvier 2020 voit éclater ce qui va devenir la pandémie mondiale de Covid-19. Le 29 mai, Trump annonce que les États-Unis cessent de financer l'Organisation mondiale de la santé (OMS) et se retirent de l'agence, affirmant qu'ils protègent la Chine pendant que l'épidémie de coronavirus se propage dans d'autres pays pour devenir une pandémie.
Les États-Unis signent l'accord de Doha en février 2020, un accord de paix avec les talibans qui facilite le retrait des forces américaines d’Afghanistan et la conclusion officielle de la guerre en Afghanistan.
En 2020, les États-Unis négocient des accords qui établissent ou rétablissent des relations diplomatiques et économiques entre Israël et quatre pays musulmans : les Émirats arabes unis, Bahreïn, le Soudan et le Maroc. Le New York Times et l'Associated Press décrivent ces 'accords d'Abraham' comme l'une des principales réalisations de Trump en matière de politique étrangère. Plusieurs des accords de normalisation impliquent des incitations diplomatiques offertes par les États-Unis, qui prennent des mesures pour retirer le Soudan de la liste des États soutenant le terrorisme par les États-Unis, pour reconnaître la souveraineté marocaine sur la région contestée du Sahara occidental et pour vendre des avions de combat furtifs F-35 vers les Émirats arabes unis.
Les accords entre Israël et les Émirats arabes unis, signés en août 2020, sont les premiers entre Israël et un pays arabe depuis 25 ans,. Un accord de normalisation entre Bahreïn et Israël (en) est signé en septembre 2020, prévoyant des relations diplomatiques (échange d'ambassadeurs et ouverture d'ambassades), l'établissement de vols directs et une coopération dans les domaines des soins de santé, de la technologie, de l'agriculture, de l'industrie et d'autres activités mutuelles.
Des accords similaires visant à normaliser les relations sont conclus entre le Soudan et Israël (en) en octobre 2020 (l'accord prévoit l'établissement de vols directs, la "fin de l'état de belligérance" et des négociations économiques et commerciales directes, en mettant l'accent sur l'agriculture, mais pas de relations diplomatiques complètes) et entre Israël et le Maroc (en) en décembre 2020,,.
Le 4 septembre 2020, après des négociations négociées sous l'égide des États-Unis, la Serbie et le Kosovo signent un accord de normalisation économique, qui conduit également la Serbie à accepter de déplacer son ambassade à Jérusalem et à une reconnaissance mutuelle entre Israël et le Kosovo. En janvier, à la demande des dirigeants européens, les États-Unis négocient un accord visant à rétablir les vols entre les capitales de la Serbie et du Kosovo pour la première fois depuis plus de deux décennies.

## Membres du cabinet en lien avec la politique étrangère
| Vice-président                              | Pence (2017-2021)     | Pence (2017-2021)        | Pence (2017-2021)        | Pence (2017-2021)      | Pence (2017-2021)      | Pence (2017-2021)      | Pence (2017-2021)      |
| Chef de cabinet de la Maison Blanche        | Priebus (2017)        | Kelly (2017-2019)        | Kelly (2017-2019)        | Kelly (2017-2019)      | Mulvaney (2019-2020)   | Mulvaney (2019-2020)   | Meadows (2020-2021)    |
| Secrétaire d'État                           | Shannon (2017)        | Tillerson (2017-2018)    | Tillerson (2017-2018)    | Sullivan (2018)        | Pompéo (2018-2021)     | Pompéo (2018-2021)     | Pompéo (2018-2021)     |
| Secrétaire à la Défense                     | Mattis (2017-2019)    | Mattis (2017-2019)       | Shanahan (2019)          | Esper (2019)           | Spencer (2019)         | Esper (2019-2020)      | Miller (2020-2021)     |
| Ambassadeur auprès des Nations Unies        | Sison (en) (2017)     | Haley (2017-2018)        | Haley (2017-2018)        | Cohen (en) (2019)      | Craft (2019-2021)      | Craft (2019-2021)      | Craft (2019-2021)      |
| Directeur du renseignement national         | Dempsey (en) (2017)   | Coats (2017-2019)        | Coats (2017-2019)        | Maguire (2019-2020)    | Maguire (2019-2020)    | Grenell (2020)         | Ratcliffe (2020-2021)  |
| Directeur de la Central Intelligence Agency | Park (en) (2017)      | Pompeo (2017-2018)       | Pompeo (2017-2018)       | Haspel (2018-2021)     | Haspel (2018-2021)     | Haspel (2018-2021)     | Haspel (2018-2021)     |
| Conseiller à la sécurité nationale          | Flynn (2017)          | Kellogg (2017)           | McMaster (2017-2018)     | Bolton (2018-2019)     | Kupperman (en) (2019)  | O'Brien (2019-2021)    | O'Brien (2019-2021)    |
| Conseiller adjoint à la sécurité nationale  | McFarland (en) (2017) | Waddell (en) (2017-2018) | Waddell (en) (2017-2018) | Ricardel (en) (2018)   | Kupperman (en) (2019)  | Pottinger (2019-2021)  | Pottinger (2019-2021)  |
| Représentant au commerce                    | Pagan (en) (2017)     | Vaughn (en) (2017)       | Lighthizer (2017-2021)   | Lighthizer (2017-2021) | Lighthizer (2017-2021) | Lighthizer (2017-2021) | Lighthizer (2017-2021) |

Mark Kevin Lloyd, qui débute ses fonctions de conseiller pour la liberté religieuse à l'agence des États-Unis pour le développement international (USAID) le 26 mai 2020, fait régulièrement des déclarations anti-musulmanes. Plusieurs groupes musulmans de défense des droits civiques s'opposent à sa nomination. Lloyd travaille déjà pour la campagne de Trump en Virginie.
Merritt Corrigan, chargée de liaison adjointe à la Maison Blanche à l'USAID, est licenciée le 3 août 2020, le jour même où elle publie une série de tweets anti-LGBT. Parmi les tweets figure sa plainte selon laquelle les États-Unis exigent que les autres pays "célèbrent la déviance sexuelle" pour pouvoir bénéficier de l'aide. Corrigan fait des déclarations similaires dans le passé.

## Amérique
Le 3 mars 2019, le conseiller à la sécurité nationale John Bolton invoque la doctrine Monroe pour décrire la politique de l'administration Trump en Amérique, en déclarant : "Dans cette administration, nous n'avons pas peur d'utiliser le mot doctrine Monroe […] C'est l'objectif des présidents américains qui remontent au [président] Ronald Reagan pour avoir un hémisphère complètement démocratique,."
En septembre 2019, à la suite du départ de John Bolton de l'administration, Trump affirme que les opinions de Bolton ne sont "pas nécessairement plus dures" que les siennes : "dans certains cas, il pensait que ce que nous faisions était trop dur". Trump affirme que ses propres opinions sur Cuba et le Venezuela sont "bien plus fortes" que celles de Bolton et déclare qu'il "me retenait". En mai 2019, Trump propose un point de vue différent sur Bolton : "En fait, je tempère John, ce qui est assez étonnant,."

### Argentine

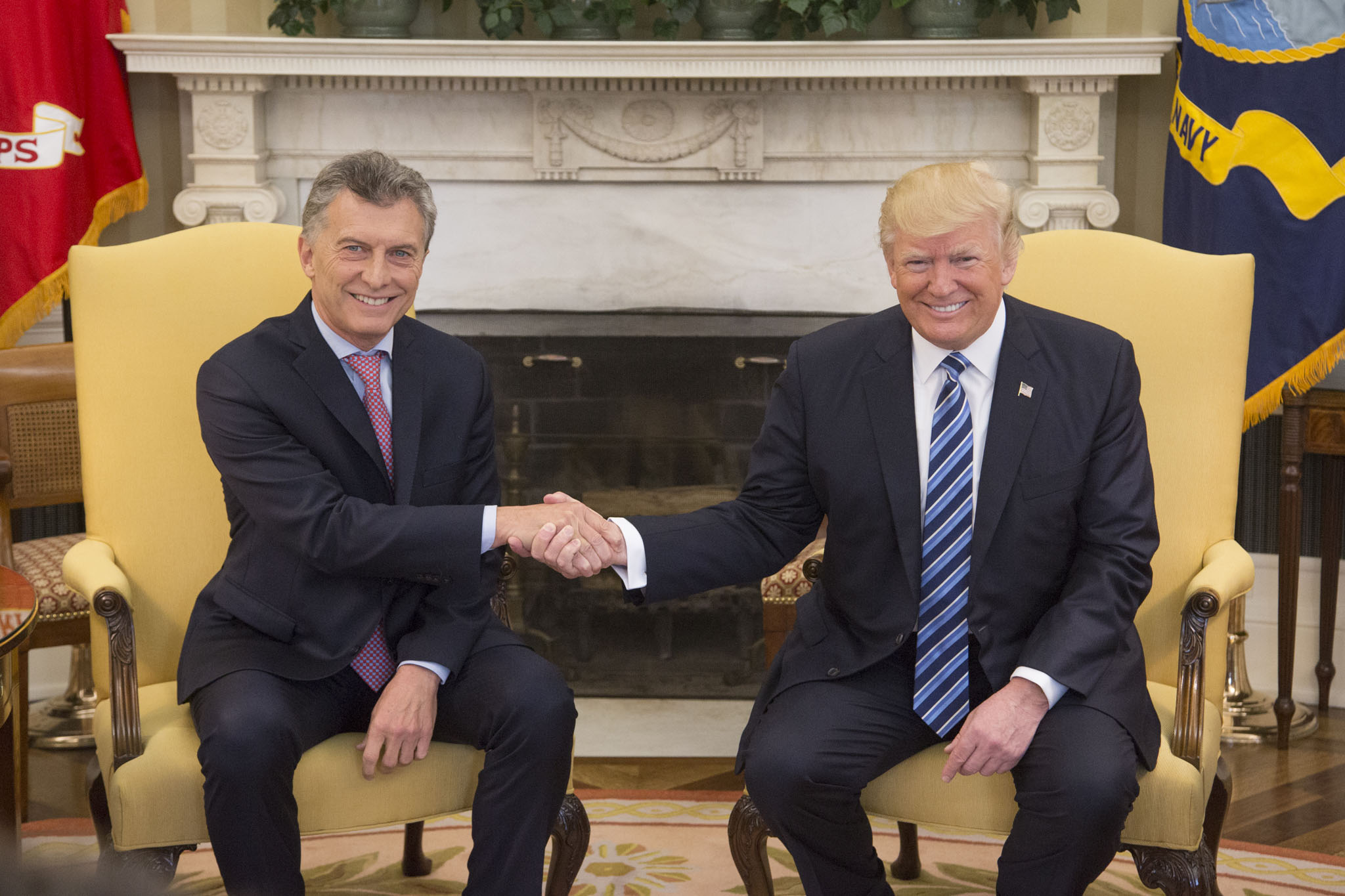
Trump et le président argentin Mauricio Macri, en avril 2017.

Le président Trump reçoit le président Mauricio Macri à Washington DC, en avril 2017. Ils se rencontrent à la Maison Blanche le 27 avril pour discuter de commerce. Lorsque le sous-marin ARA San Juan disparait le 15 novembre 2017, lors d'une patrouille de routine dans l'Atlantique Sud au large des côtes argentines, Trump propose l'aide des États-Unis pour le retrouver.

### Brésil

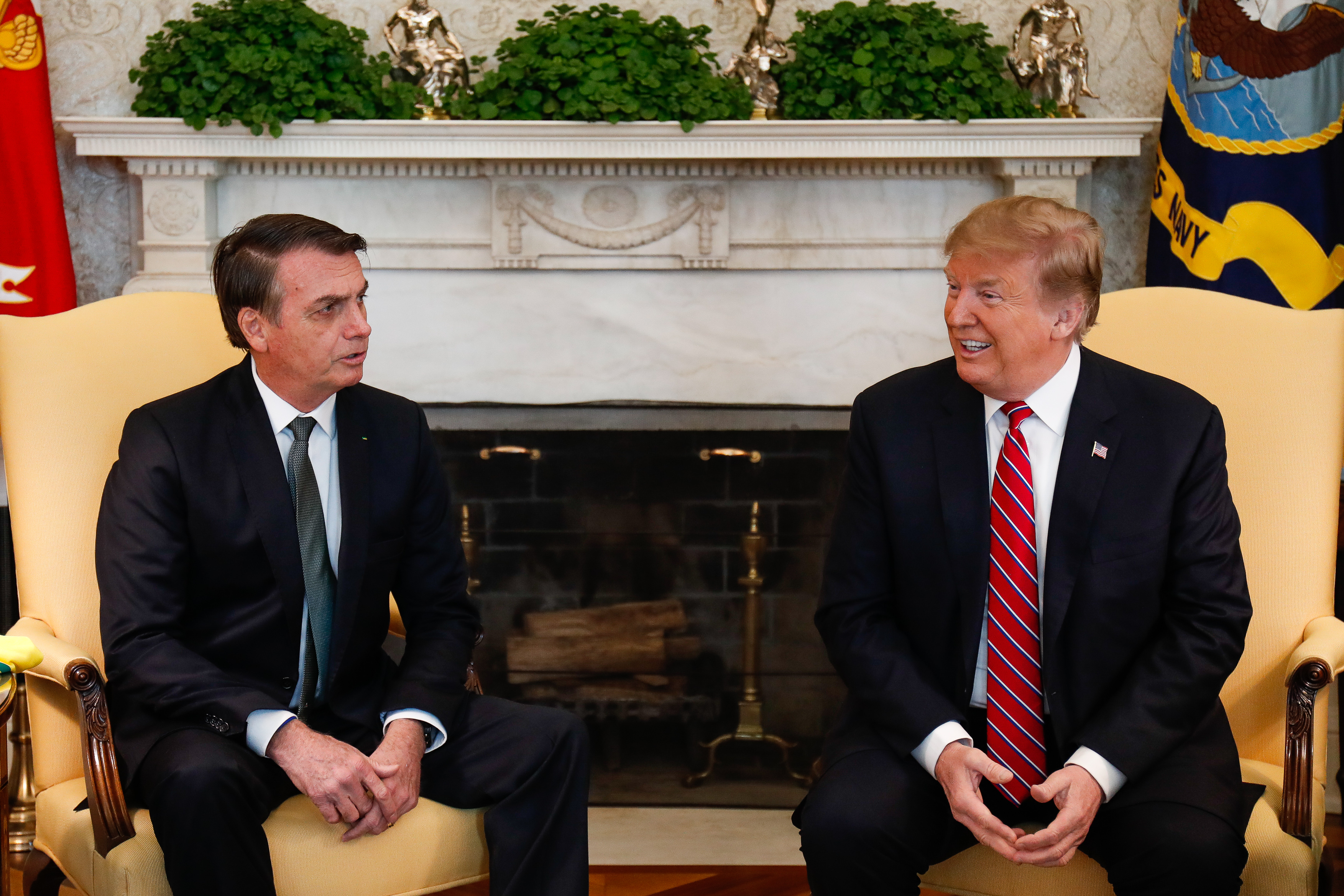
Trump et le président brésilien Jair Bolsonaro, en mars 2019.

Les deux pays se rapprochent avec la victoire du président de droite Jair Bolsonaro aux élections générales brésiliennes de 2018. Lors de la première visite officielle du président brésilien aux États-Unis en mars 2019, Trump annonce que le Brésil est un allié majeur non-membre de l'OTAN. En mai, le gouvernement américain, par l'intermédiaire de Kimberly Breier (en), secrétaire d'État adjointe aux Affaires de l'hémisphère occidental (en), annonce son soutien formel à l'entrée du Brésil dans l'OCDE,.

### Canada

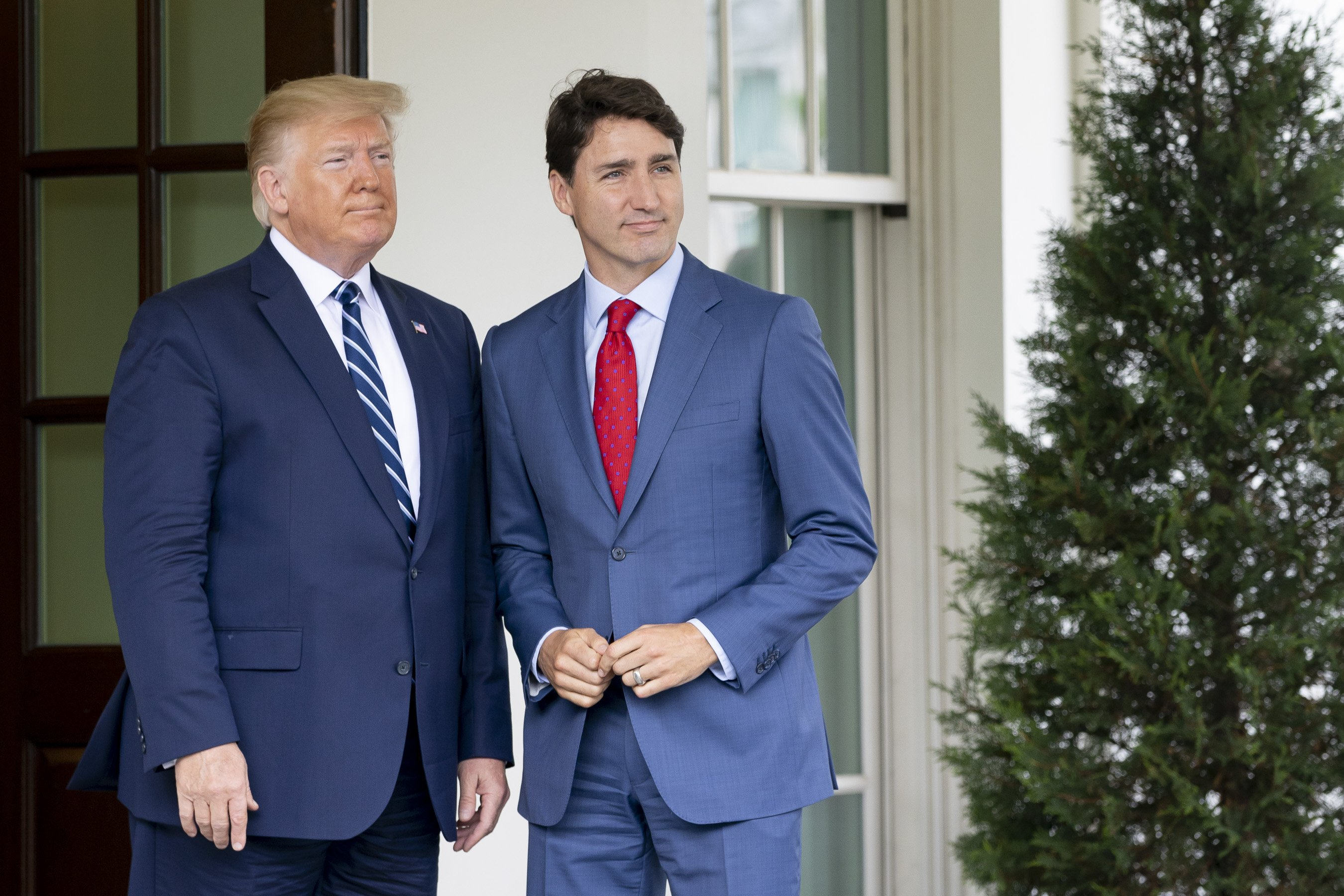
Trump et le Premier ministre canadien Justin Trudeau, en juin 2019.

Trump rencontre le Premier ministre canadien Justin Trudeau en février 2017 à la Maison Blanche. Trudeau est le troisième dirigeant mondial que Trump accueille depuis son investiture comme président, après Theresa May du Royaume-Uni et Shinzō Abe du Japon. Lors de la réunion, Trump affirme qu'il considère la relation des États-Unis avec le Canada comme étant différente de sa relation avec le Mexique, et déclare qu'il ne prévoit que des ajustements mineurs du côté canadien de l'ALENA. Lors de la réunion, Trump et Trudeau discutent également d'une coopération accrue à la frontière canado-américaine, de la lutte contre l'abus d'opioïdes, de l'énergie propre et de la création d'un conseil conjoint pour promouvoir les femmes dans les affaires.
En avril 2017, l'administration Trump prend des mesures concernant le conflit de longue date entre le Canada et les États-Unis sur le bois d'œuvre résineux, soulevant la possibilité d'une guerre commerciale. À la suite du commentaire de Trump selon lequel les pratiques commerciales du bois d'œuvre du Canada sont injustes, le département du Commerce des États-Unis annonce son intention d'imposer un droit rétroactif de 30 à 40% sur les expéditions de bois canadien vers les États-Unis. Le ministre canadien du Commerce déclare : "Le Canada ne se laissera pas dissuader et défendra vigoureusement notre industrie." Le dollar canadien tombe à son plus bas niveau depuis 14 mois après cette annonce.
En juin 2018, Trump impose des droits de douane de 25% sur l'acier canadien et de 10% sur l'aluminium canadien. En juillet 2018, le premier ministre Justin Trudeau impose en représailles des droits de douane de 25% sur l'acier américain et de 10% sur l'aluminium américain.
Le 20 juin 2019, Trump et le Premier ministre Justin Trudeau se rencontrent et ont des entretiens "positifs" à la Maison Blanche sur des sujets concernant la ratification de l'accord Canada–États-Unis–Mexique, la détention (en) de la directrice financière de Huawei, Meng Wanzhou, par le Canada, et celle (en) des ressortissants canadiens Michael Spavor et Michael Kovrig par la Chine, et les négociations tarifaires. Trump qualifie Trudeau d'"ami" et, après le voyage de Trudeau, les responsables et les médias canadiens et américains considèrent généralement les pourparlers comme constructifs contribuant à dégeler les relations entre les deux alliés, qui se sont sensiblement refroidies au cours des premières années de la présidence de Trump.

### Caraïbes

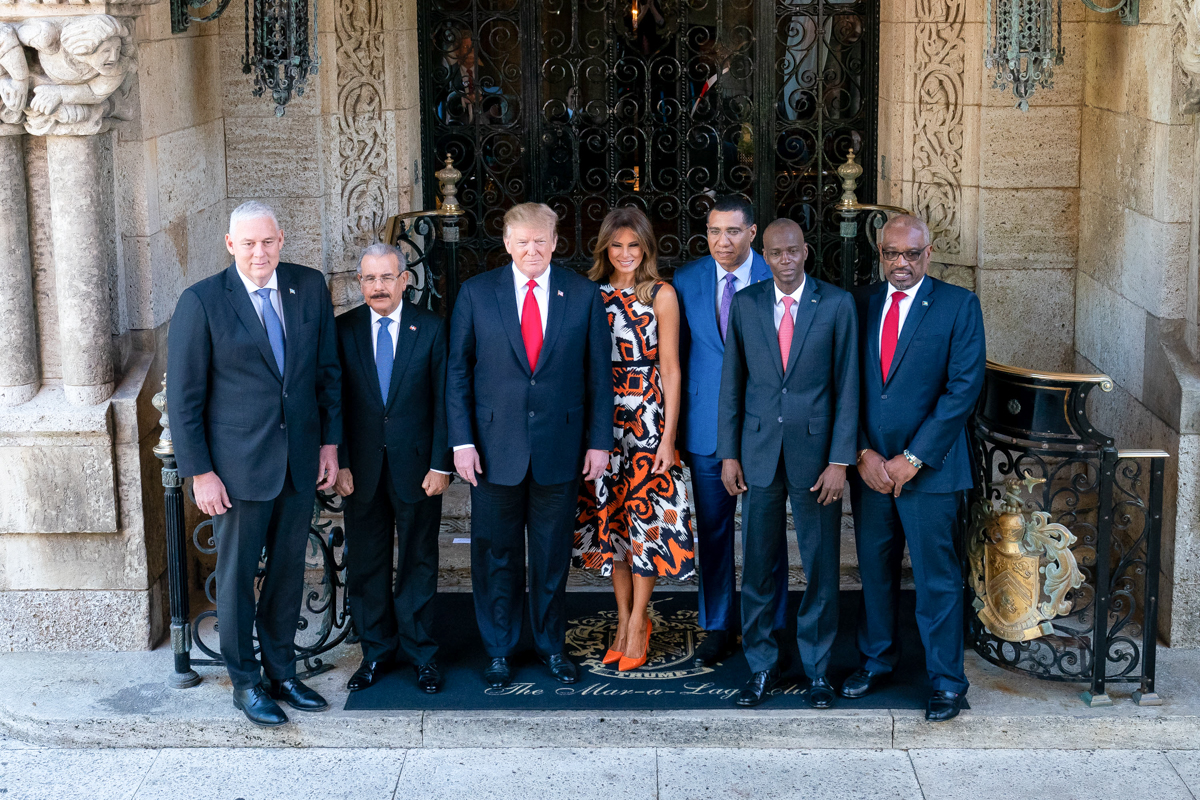
Trump avec les dirigeants des Caraïbes à Palm Beach, en Floride, en mars 2019.

Lors d'une réunion de l'été 2017 sur l'immigration, Trump s'oppose à l'accueil d'immigrés d'Haïti, affirmant qu'"ils ont tous le sida". La Maison Blanche dément cette information. Lors d'une réunion avec les dirigeants du Congrès le 11 janvier 2018, Trump se plaint du nombre d'immigrants en provenance d'Haïti, en disant : "Pourquoi avons-nous besoin de plus d'haïtiens, éliminons-les". Il fait ensuite référence à Haïti et au Salvador, ainsi qu'à des pays africains non précisés, comme des "pays de merde", bien que les faits spécifiques et les détails de ces remarques soient contestés.

### Chili

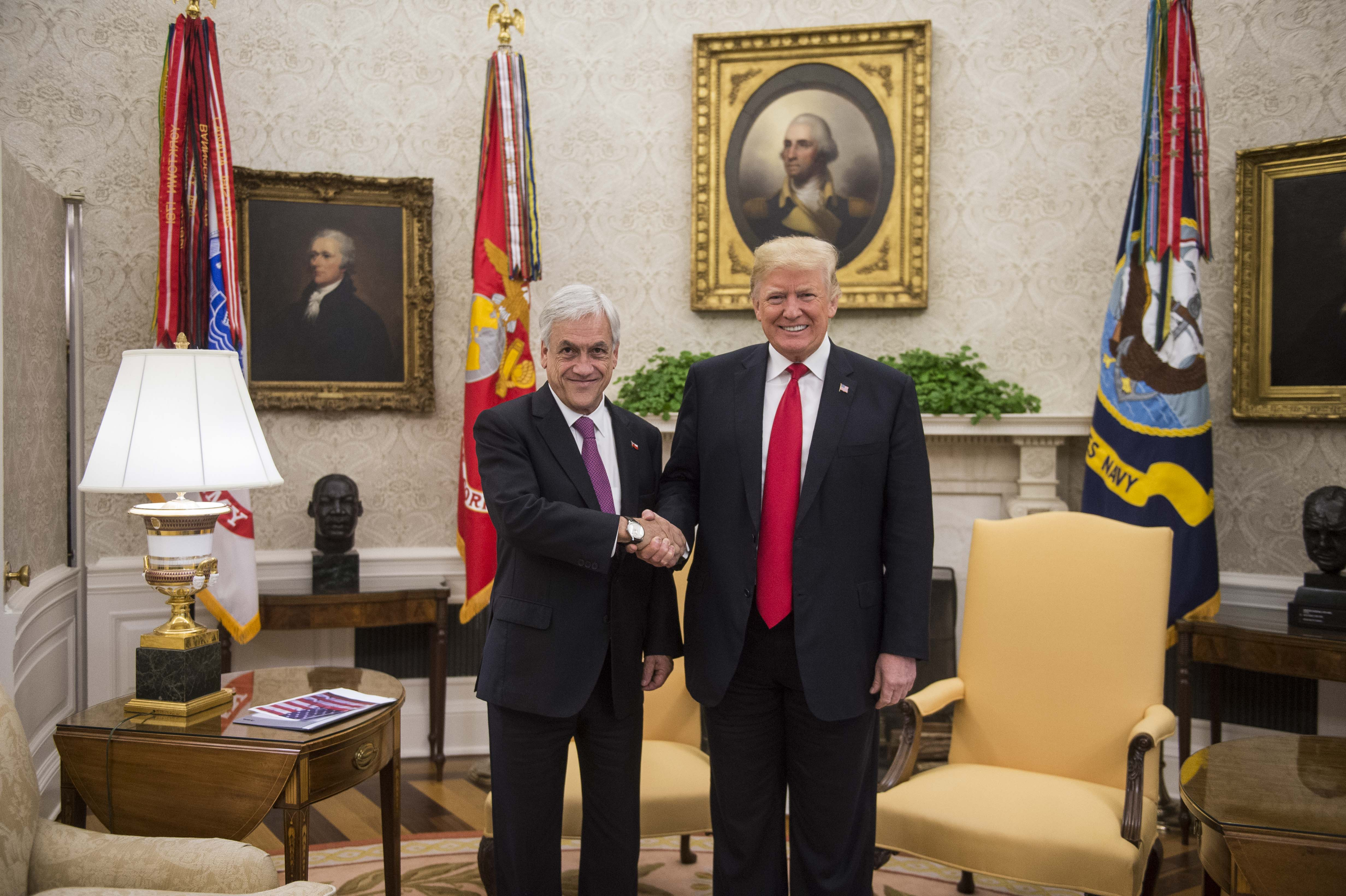
Trump et le président chilien Sebastián Piñera, en septembre 2018.

Trump appelle le président Sebastián Piñera en janvier 2018, quelques mois avant son retour au palais de La Moneda et lui parle de l'accord de libre-échange Chili-États-Unis, de la réforme fiscale (en) approuvée par le Sénat américain, des manifestations iraniennes de 2017-2018 et surtout de la crise au Vénézuela.
Le président Trump accueille le président Piñera à Washington, DC en septembre 2018. Ils se rencontrent à la Maison Blanche le 28 septembre. Le Chili doit initialement accueillir l'APEC 2019 (en), où Trump prévoit de signer un accord commercial avec la République populaire de Chine pour mettre fin à une guerre commerciale,,, mais les manifestations chiliennes de 2019 ont lieu. Le président Trump appelle Piñera et dénonce "les efforts étrangers visant à saper les institutions, la démocratie ou la société chiliennes" et qualifie le Chili "d'allié important, car il œuvre pour restaurer pacifiquement l'ordre national",.
Trump insiste pour se rendre au Chili avant l'annulation définitive de l'événement en disant : "Je sais que vous avez des difficultés en ce moment au Chili. Mais je connais les chiliens et je suis sûr qu'ils sauront s'en sortir [...] Nous envisageons la possibilité d'anticiper la signature d'une partie très importante de l'accord avec la Chine [...] beaucoup plus tôt",.
En 2020, Piñera et Trump parlent de la pandémie de Covid-19.

### Cuba
Au cours de sa campagne, Trump exprime son opposition au rétablissement des relations diplomatiques complètes entre les États-Unis et Cuba obtenu en juillet 2015. Trump déclare qu'il ne rétablirait les relations diplomatiques complètes avec Cuba que si le régime cubain répond à ses exigences de rétablissement des libertés politiques et de libération des prisonniers politiques. Cela représente un changement de position par rapport à sa position exprimée en septembre 2015 lorsqu'il déclare que l'ouverture avec Cuba était "bien. Mais nous aurions dû conclure un meilleur accord". Trump déclare également qu'il s'oppose à la loi d'ajustement cubain, qui permet à tout Cubain qui atteint le sol américain de rester légalement dans le pays et de demander la résidence permanente aux États-Unis.
Le 16 juin 2017, Trump annonce qu'il annule les accords précédents de l'administration Obama avec Cuba, tout en exprimant l'espoir qu'un nouvel accord puisse être négocié entre Cuba et les États-Unis,.
Le 1er novembre 2018, le conseiller à la sécurité nationale John R. Bolton prononce un discours à Miami dans lequel il désigne Cuba comme l'un des trois pays formant une "troïka de la tyrannie (en)".
Le 12 janvier 2021, Cuba est réinscrite sur la liste des États parrains du terrorisme, le secrétaire d'État Mike Pompeo citant "son soutien à plusieurs reprises à des actes de terrorisme international" en hébergeant des fugitifs américains ainsi que des chefs rebelles colombiens. Le soutien de Cuba à Nicolas Maduro dans la crise présidentielle, qui, selon Pompeo, permet à l'administration Maduro de maintenir le pouvoir et de créer "un environnement permissif permettant aux terroristes internationaux de vivre et de prospérer au Venezuela", est une autre raison de cette nouvelle désignation. La nouvelle désignation a lieu huit jours seulement avant la fin de la présidence de Trump, le 20 janvier à midi.

### Groenland

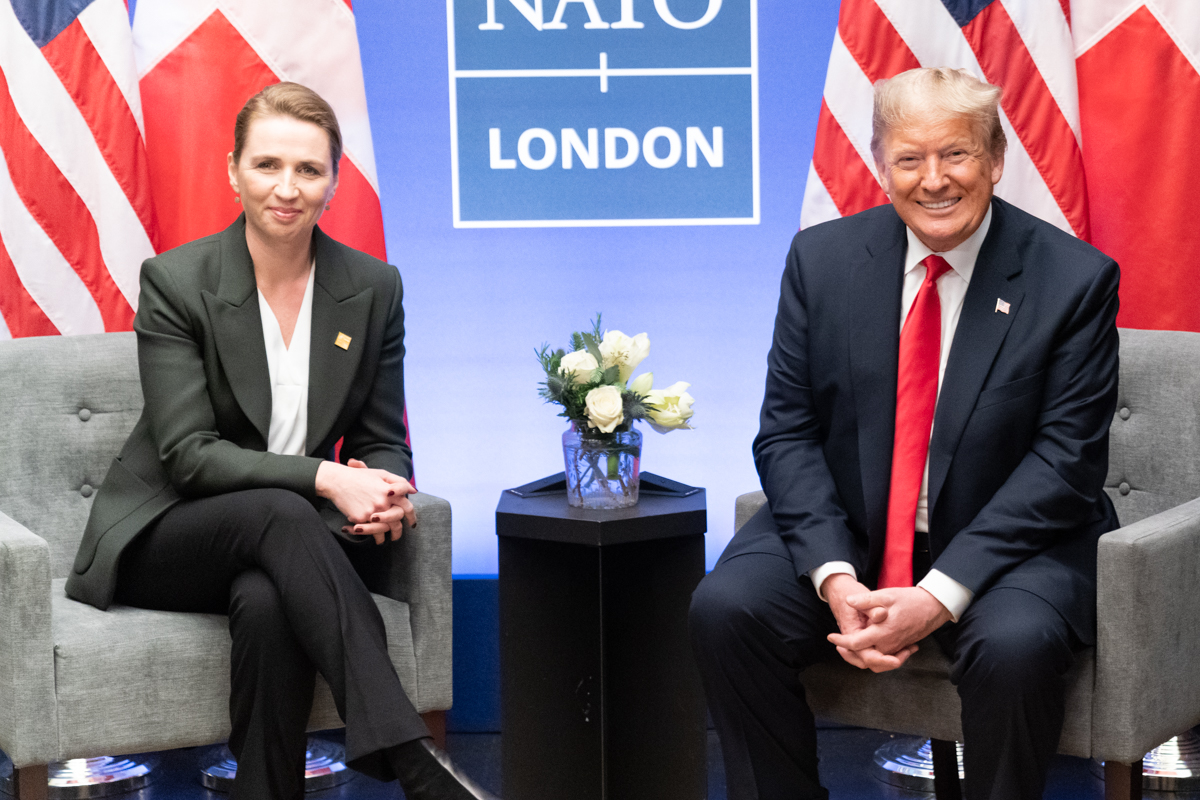
La Première ministre danoise Mette Frederiksen et le président Trump au sommet de l'OTAN en 2019.

En août 2019, Trump exprime son intérêt pour l'achat du territoire du Groenland au Danemark. En réaction, le ministère des Affaires étrangères du Groenland déclare que le territoire n'est pas à vendre. Citant la réticence du Danemark à discuter de l'achat, quelques jours plus tard, Trump annule un voyage prévu en septembre à Copenhague.
L'administration Trump déclare que les minéraux de terres rares sont vitaux pour la sécurité nationale. Alors que les entreprises chinoises investissent dans l'exploitation minière des abondantes ressources du Groenland, les États-Unis signent en 2019 un accord pour financer une étude aérienne des ressources minérales à Garðar.

### Mexique

#### Pendant la campagne
Au cours de sa campagne, Trump met l'accent sur la sécurité des frontières américaines et l'immigration illégale (en) comme questions phares. Il déclare : "Lorsque le Mexique envoie ses habitants, ils n'envoient pas le meilleur d'eux-mêmes [...] Ils apportent de la drogue. Ils apportent le crime. Leurs violeurs. Et certains, je suppose, sont de bonnes personnes." Il parle également de drogues et de maladies infectieuses "affluant à travers la frontière".
Dans ses discours de campagne, Trump s'engage à plusieurs reprises à construire un mur le long de la frontière sud des États-Unis, affirmant que le Mexique paierait sa construction en augmentant les frais de passage aux frontières et les tarifs douaniers de l'ALENA,,. Trump déclare que son projet de mur serait "un vrai mur. Pas un mur de jouets comme nous l'avons actuellement". Après une rencontre avec le président mexicain Enrique Peña Nieto le 31 août 2016, Trump déclare qu'ils "n'avaient pas discuté" de savoir qui paierait pour le mur frontalier. Nieto contredit cela plus tard dans la journée, affirmant qu'au début de la réunion, il "avait clairement indiqué que le Mexique ne paierait pas pour le mur". Plus tard dans la journée, Trump réitère sa position selon laquelle le Mexique paierait pour construire un mur "impénétrable" à la frontière sud.
Trump s'engage également à imposer des droits de douane (de l'ordre de 15 à 35%) aux entreprises qui délocalisent leurs activités au Mexique. Il critique spécifiquement Ford Motor Co., Carrier Corporation et Mondelez International, et condamne l'Accord de libre-échange nord-américain (ALENA), affirmant que s'il est élu président, "soit nous le renégocierons, soit nous le romprons".

#### Pendant la présidence

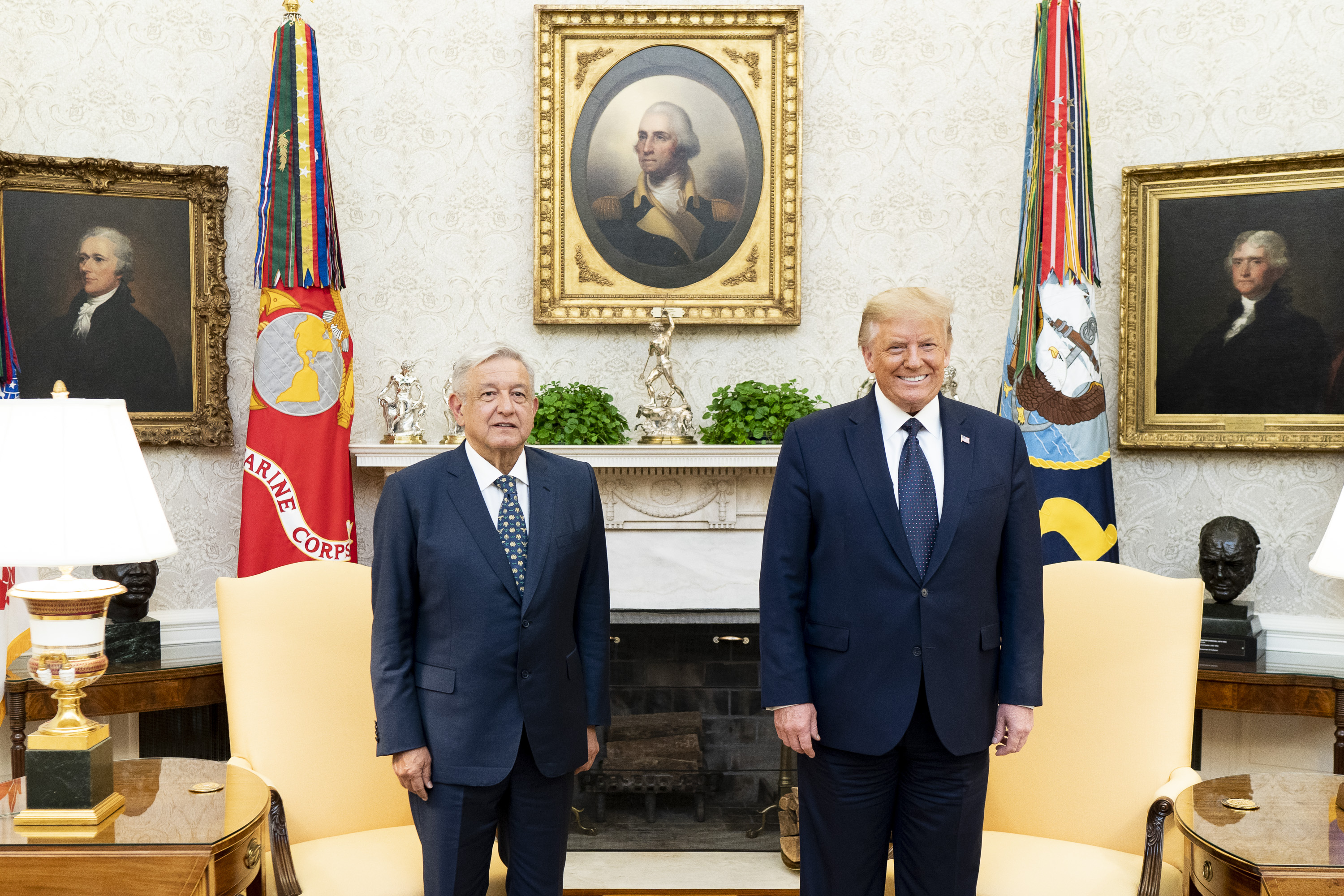
Trump et le président mexicain Andrés Manuel López Obrador, en juillet 2020.

La rhétorique de Trump en tant que candidat et président "a fait monter la tension dans les relations entre les États-Unis et le Mexique à un niveau jamais vu depuis des décennies". Le 25 janvier 2017, Trump a signé un décret appelant à "la construction immédiate d'un mur physique à la frontière sud". Il a réitéré que le Mexique finirait par payer pour le mur. Le président mexicain Enrique Peña Nieto devait rencontrer Trump à la Maison Blanche le 31 janvier. Cependant, le 26 janvier, Peña Nieto a annulé la visite, sans donner de raison. Les deux dirigeants se sont entretenus par téléphone le 27 janvier. Dans des déclarations ultérieures, ils ont reconnu leurs divergences sur cette question et ont déclaré qu'ils avaient l'intention de les régler, ainsi que sur d'autres questions telles que la sécurité et le commerce.
Les sondages montrent également que 5% des mexicains font confiance aux décisions et au rôle de Trump dans les affaires internationales. L'enquête réalisée par le Pew Research Center indique que 93% des mexicains n'avaient "aucune confiance dans le président américain pour faire ce qu'il faut dans les affaires mondiales". La décision du président en faveur d'un mur le long de la frontière mexicaine faisait l'objet d'une proposition de budget 2018 qui comprenait une demande de 1,6 milliard de dollars (~1,85 milliard de dollars en 2022) pour commencer la construction. Un sondage de l'Université Quinnipiac (en) de novembre 2017 a révélé que 64% des électeurs s'opposaient à la construction du mur et que les données montraient que seulement 33% soutenaient l'idée.
Le financement du mur frontalier est resté un sujet de discorde jusqu'en 2019, avec une fermeture partielle du gouvernement à partir de décembre 2018 après que Trump a refusé de signer un projet de loi budgétaire qui ne prévoyait pas de financement pour le mur frontalier.
Cependant, les deux pays sont parvenus à remplacer l'Accord de libre-échange nord-américain (ALENA) par l'Accord Canada–États-Unis–Mexique (ACEUM) en 2018.
Le successeur de Peña Nieto, Andrés Manuel López Obrador a réussi à entretenir une relation cordiale avec Trump, ce dernier lui a également offert son traitement personnel contre la Covid-19 lorsqu'il l'a contracté et ils ont conclu un "pacte de silence" sur le mur frontalier.

### Nicaragua
Au cours des troubles civils au Nicaragua (en) ayant débuté en avril 2018, l'administration Trump a imposé de nombreuses sanctions et condamnations contre le président Daniel Ortega et son gouvernement sandiniste pour violations des droits humains. La première série de sanctions a eu lieu début juillet 2018 lorsque, sous Magnitski, trois hauts responsables sandinistes se sont vu retirer leur visa. D'autres sanctions et condamnations ont eu lieu après que le conseiller américain à la sécurité nationale, John Bolton, a désigné le Nicaragua comme faisant partie d'une troïka de la tyrannie, notamment le 27 novembre 2018, lorsque Trump a publié un décret ciblant la Première dame et vice-présidente de l'État et son assistant Néstor Moncada Lau,, et plus tard le 20 décembre 2018, lorsque Trump a signé la loi sur la conditionnalité des investissements nicaraguayens (en) (NICA) de la députée de Floride de l'époque, Ileana Ros-Lehtinen,.
Le 17 avril 2019, peu avant le premier anniversaire des troubles, l'administration Trump a annoncé des sanctions contre la banque nicaraguayenne BANCORP et contre Laureano Ortega Murillo, l'un des fils du président Ortega. Après la démission d'Evo Morales en Bolivie, Trump a publié une déclaration en réaction selon laquelle les régimes de Daniel Ortega au Nicaragua et de Nicolás Maduro au Venezuela, qu'il considérait tous deux comme illégitimes, devraient être avertis.

### Pérou

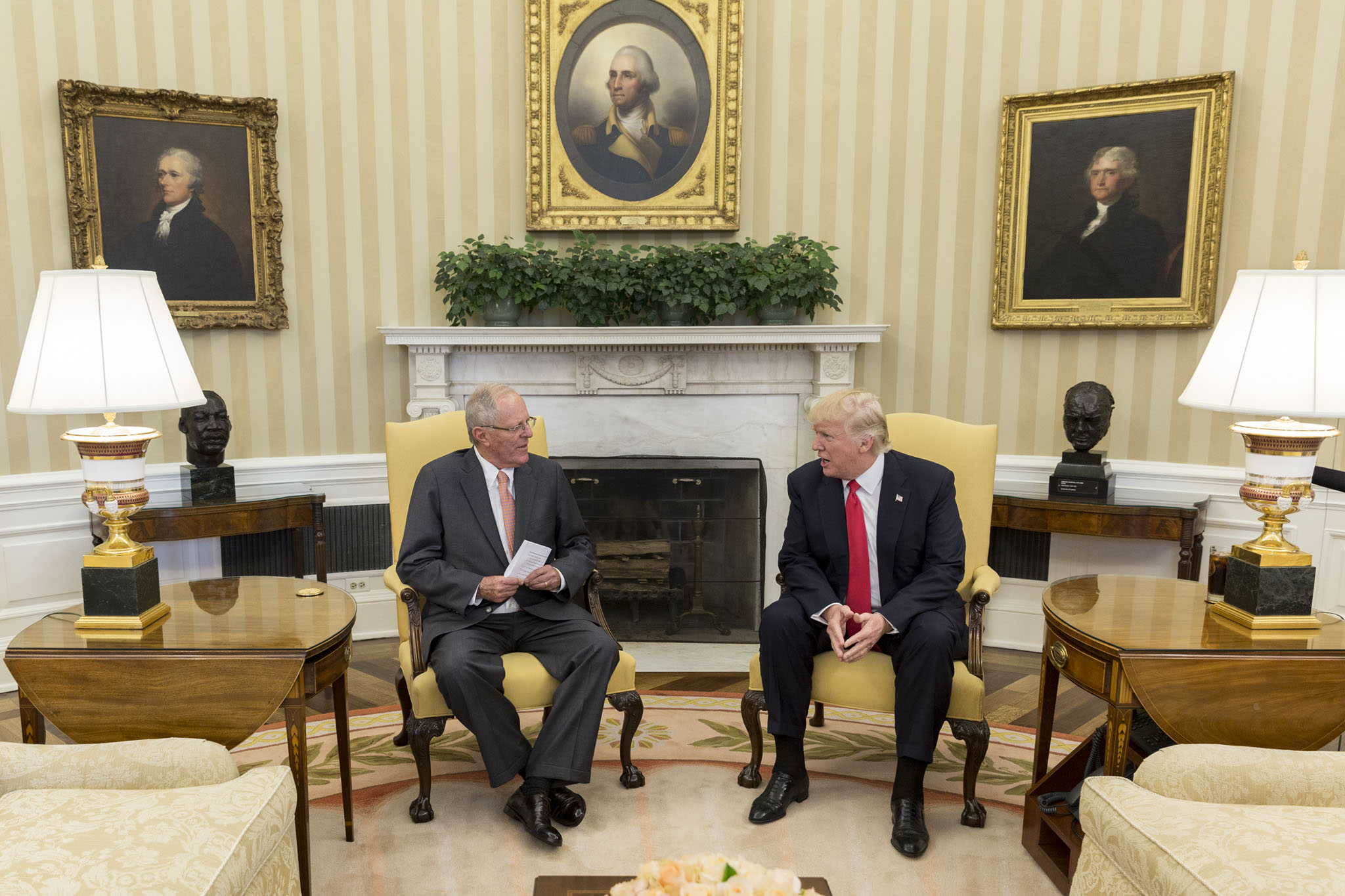
Trump et le président péruvien Pedro Pablo Kuczynski, en février 2017.

Le président Trump a reçu le président Pedro Pablo Kuczynski à Washington, DC, en février 2017. Ils se sont rencontrés à la Maison Blanche le 24 février pour discuter des problèmes d'Amérique latine (en). Trump a exprimé sa gratitude pour les relations étroites du Pérou avec les États-Unis dans la protection des intérêts en Amérique latine, comme les sanctions contre le Venezuela et les enquêtes pour corruption. Kuczynski a évoqué un achat mineur d'équipement militaire aux États-Unis pour le Pérou. Il a rappelé plus tard que Trump lui avait mentionné en privé que "vous n'avez pas l'air d'avoir plus de 90 ans". Kuczynski avait alors 79 ans.

### Venezuela

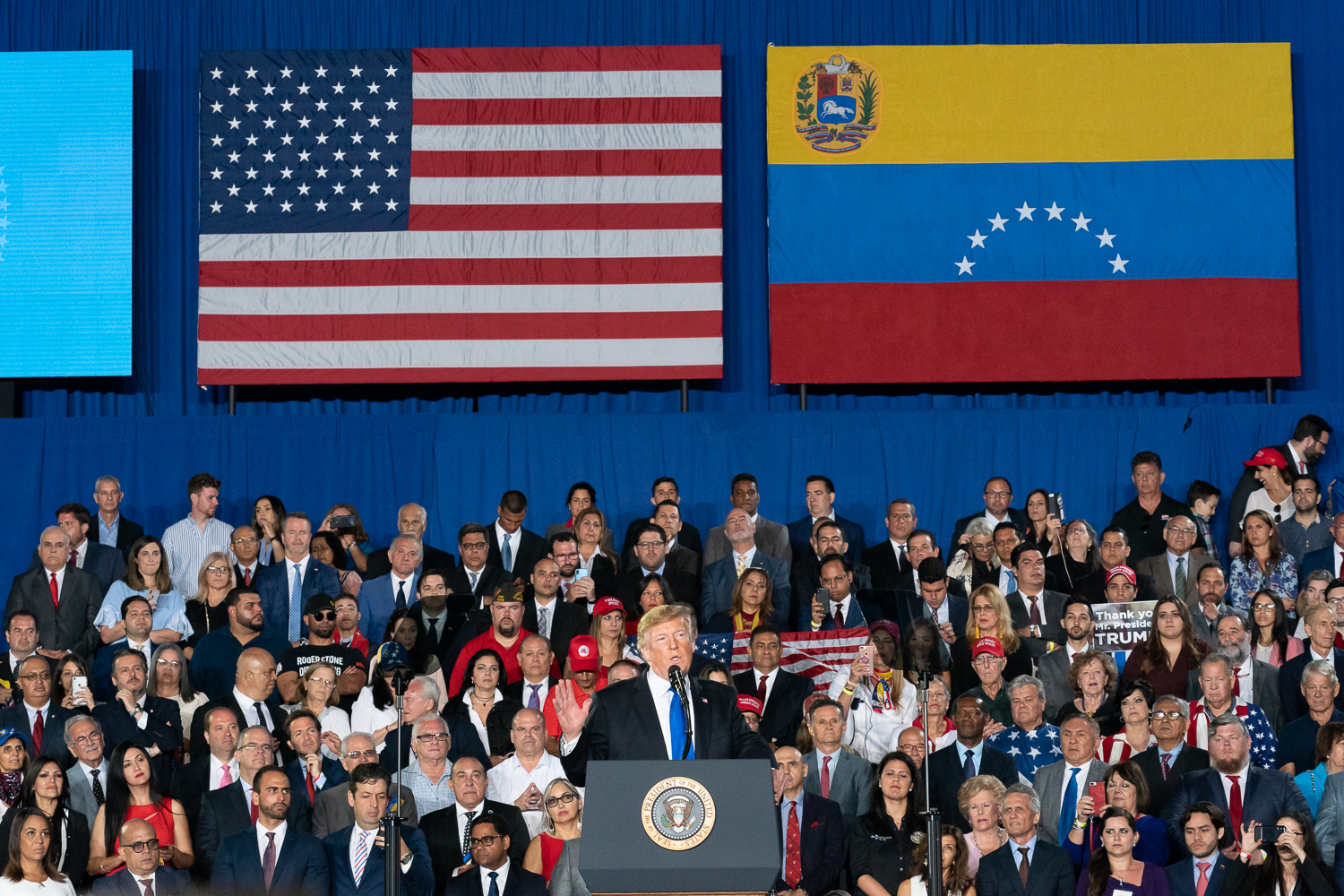
Trump prononce un discours devant la communauté vénézuélienne américaine à Miami, en Floride, en février 2019.

En août 2017, après des mois de manifestations au Venezuela (en) contre le président Nicolas Maduro et l'élection d'une Assemblée constituante qui a consolidé le pouvoir de Maduro, l'administration Trump a qualifié le gouvernement vénézuélien de "dictature". Trump a en outre déclaré le 11 août 2017, une semaine après la prestation de serment de l'Assemblée nationale constituante, que "le Venezuela n'est pas très loin et que les gens souffrent et meurent" et que les États-Unis avaient "de nombreuses options pour le Venezuela", y compris une éventuelle "option militaire".
À l'époque, les conseillers de Trump, dont H. R. McMaster, alors conseiller à la sécurité nationale des États-Unis, décourageaient fortement Trump d'intervenir militairement au Venezuela, expliquant que les gouvernements latino-américains étaient contre une intervention étrangère dans la région, bien que Trump ait soulevé certaines questions sur cette option. Cependant, lors de sa rencontre avec les dirigeants latino-américains lors de la soixante-douzième session de l'Assemblée générale des Nations Unies (en), Trump a discuté d'une éventuelle intervention militaire des États-Unis au Venezuela, ce dont ils ont tous refusé l'idée.
À la suite de ces discussions, l'administration Trump a plutôt imposé des sanctions ciblées contre des responsables du gouvernement vénézuélien.
Le 23 janvier 2019, lors de la crise présidentielle vénézuélienne, le Venezuela a rompu ses liens avec les États-Unis à la suite de l'annonce par Trump de reconnaître Juan Guaidó, président de l'Assemblée nationale du Venezuela, comme président par intérim du Venezuela. Le 18 février 2019, Trump a demandé aux membres de l'armée vénézuélienne de renoncer à leur loyauté envers Nicolas Maduro. Les États-Unis ont continué de montrer leur soutien à Juan Guaidó lors de la tentative de soulèvement du 30 avril (en).
Le Venezuela est l'un des trois pays condamnés dans le discours de John Bolton sur la "Troïka de la tyrannie" à Miami. Trump a également lancé un avertissement à Maduro, ainsi qu'à Daniel Ortega du Nicaragua, à la suite de la chute d'Evo Morales en Bolivie.

## Asie

### Asie de l'Est

#### Chine, Taiwan et mer de Chine méridionale

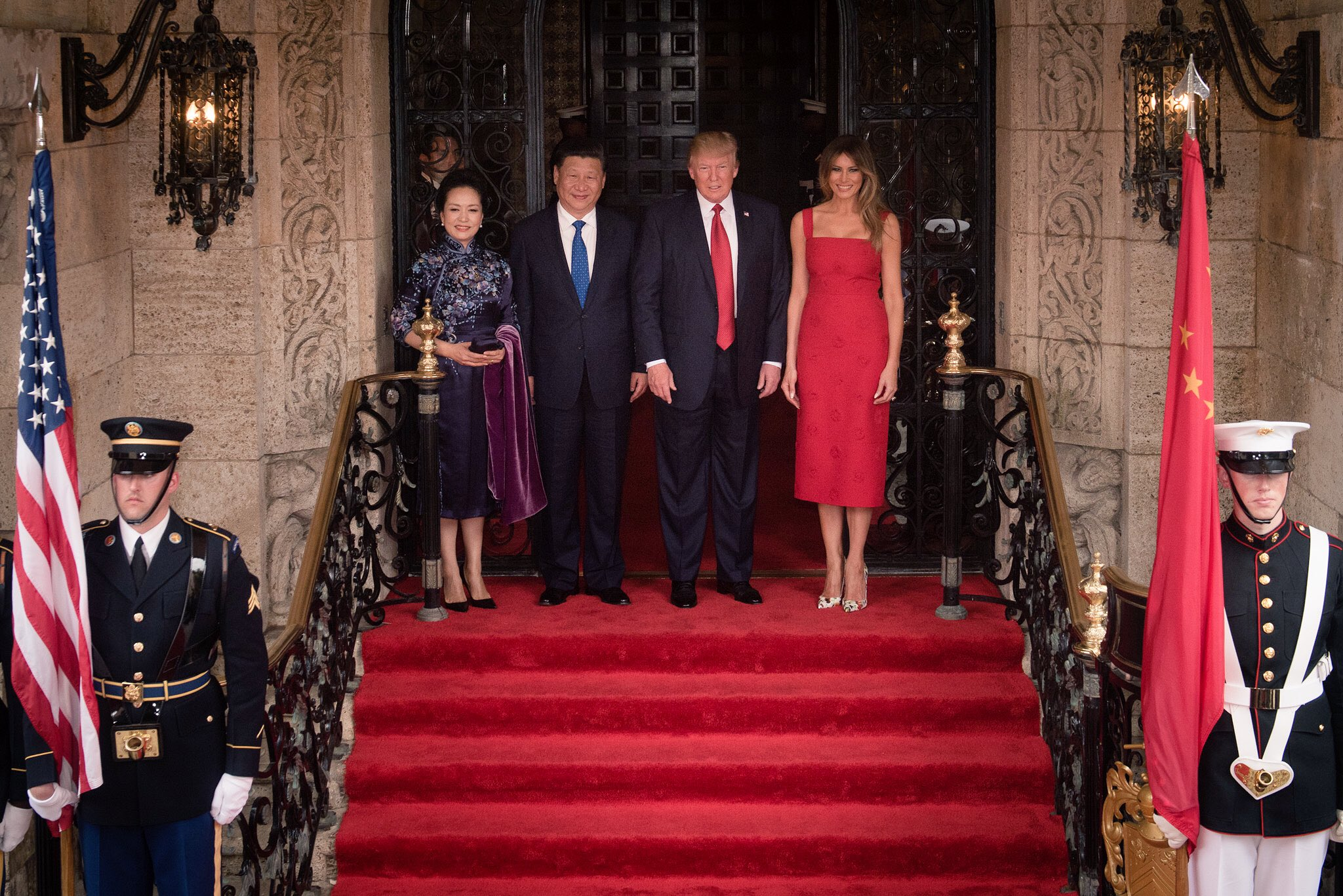
Trump et le secrétaire général du Parti communiste chinois, Xi Jinping, avec leurs épouses, en avril 2017.

La présidence de Trump a entraîné un changement dans les relations entre les États-Unis et la Chine.
Pendant sa campagne, Trump a accusé la République populaire de Chine (RPC) de manipulation monétaire (en). Il s'est engagé à mener une action "rapide, robuste et sans équivoque" contre le piratage chinois, les produits américains contrefaits, le vol de secrets commerciaux et de propriété intellectuelle américains. Il a également condamné "les subventions illégales à l'exportation et le laxisme des normes en matière de travail et d'environnement" de la Chine. En janvier 2016, Trump a proposé un droit de douane de 45% sur les exportations chinoises vers les États-Unis (en) pour donner "des règles du jeu équitables aux travailleurs américains". Il a rejeté d'éventuelles réactions chinoises, telles que la vente d'obligations américaines ou le déclenchement d'une guerre commerciale, comme étant improbables et sans importance,.
Le 2 décembre 2016, en tant que président élu, il a accepté un appel téléphonique de félicitations de la présidente de la République de Chine (Taïwan) Tsai Ing-wen. Il s'agissait du premier contact de ce type avec Taïwan par un président élu ou président américain depuis 1979 et a incité la République populaire de Chine à déposer une protestation diplomatique ("représentations sévères"),. Trump a laissé entendre qu'il ne se sentait pas lié par la politique américaine traditionnelle d'une seule Chine, mais qu'il la considérait comme ouverte à la négociation.
Lors de son audition de confirmation en janvier 2017, le secrétaire d'État désigné Rex Tillerson a exprimé sa ferme opposition à la pratique chinoise depuis 2014 consistant à construire des îles artificielles dans la mer de Chine méridionale comme moyen d'en revendiquer la souveraineté, affirmant que la Chine devrait être empêchée d'accéder aux îles. Des parties de la mer de Chine méridionale sont revendiquées comme eaux territoriales par plusieurs pays, dont la RPC, la République de Chine, le Viêt Nam, la Malaisie, Brunei et les Philippines. Le 23 janvier 2017, le porte-parole de la Maison Blanche, Sean Spicer, a déclaré : "La question est de savoir si [les îles Spratleys] sont en fait dans les eaux internationales et ne font pas partie de la Chine proprement dite, alors oui, nous allons nous assurer que nous défendons les territoires internationaux contre la prise de contrôle par un seul pays."
Dès son entrée en fonction, l'administration Trump a stoppé les négociations sur un traité bilatéral d'investissement avec la Chine qui avaient commencé en 2008. Selon Michael Froman, négociateur en chef au cours des quatre années précédentes, l'effort pour parvenir à un accord était "terminé à plus de 90%."

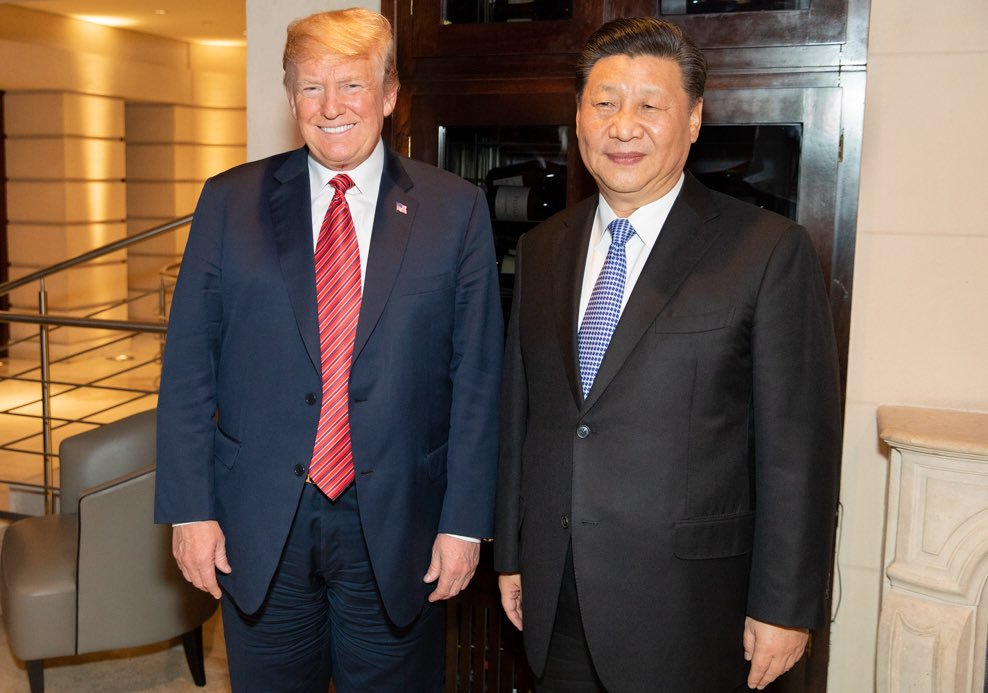
Trump et Xi Jinping au sommet du G20 en 2018.

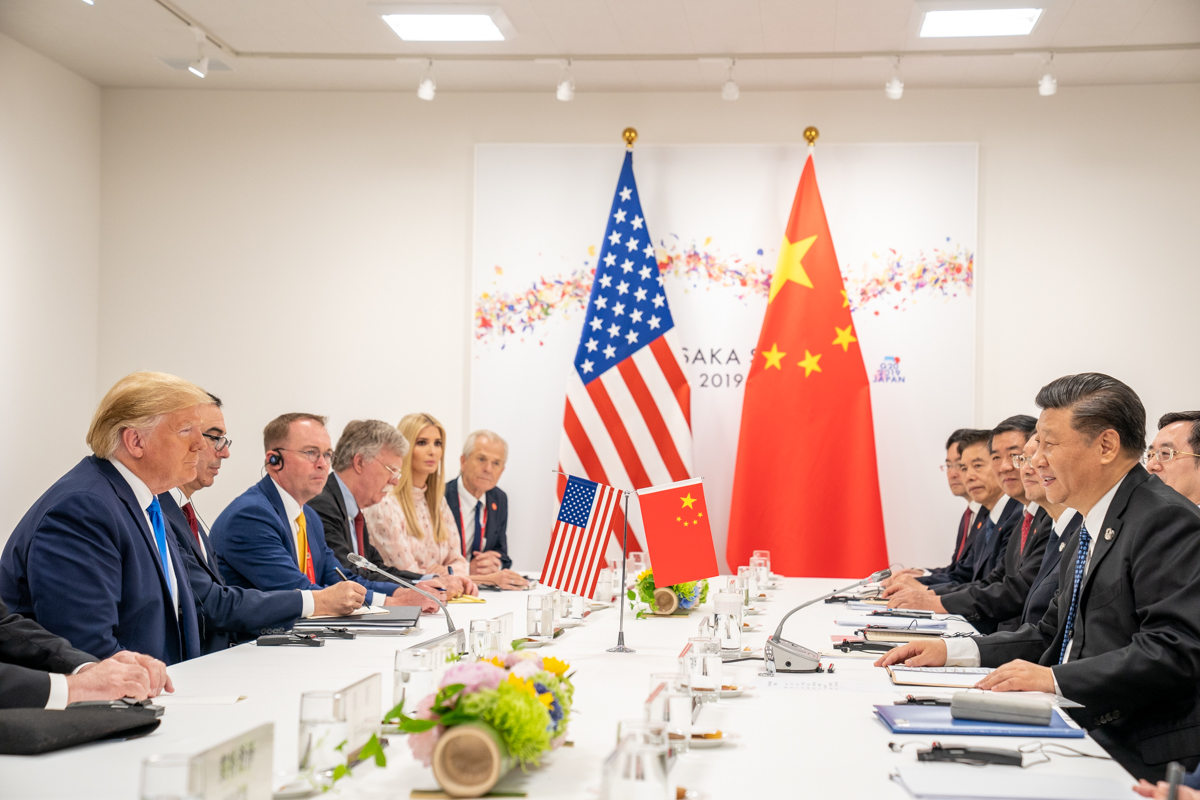
Trump et Xi Jinping au sommet du G20 à Osaka, en juin 2019

Le 4 février, lors d'une visite au Japon, le secrétaire américain à la Défense, James Mattis, a réaffirmé l'engagement de Washington, dans le cadre du Traité de coopération mutuelle et de sécurité entre les États-Unis et le Japon, à défendre le Japon, y compris les îles Senkaku, dans la mer de Chine orientale, revendiquées par la Chine.
Le 9 février, Trump a réaffirmé l'engagement américain en faveur de la politique d'une seule Chine lors d'un appel téléphonique avec le secrétaire général du Parti communiste chinois, Xi Jinping. L'appel a été décrit comme cordial et comme "mettant fin au froid prolongé" dans les relations entre les deux pays.
En 2017, l'administration Trump a mis fin à la Commission mixte sur le commerce et les échanges (JCCT) entre la Chine et les États-Unis. La JCCT s'est réunie chaque année de 1983 à 2016 et a été un mécanisme généralement efficace pour résoudre diverses questions commerciales entre les deux pays. L'administration Trump a également mis fin au dialogue stratégique et économique (en) après avoir tenu la réunion de juin 2017 sous le nom de "Dialogue économique global". 
Les relations se sont considérablement détériorées en 2018 et en 2019 lorsque Trump a lancé une guerre commerciale contre la Chine, interdit aux entreprises américaines de vendre des équipements à Huawei, augmenté les restrictions de visa pour les étudiants et universitaires de nationalité chinoise et désigné la Chine comme un "manipulateur de devises (en)",,,.
Le 27 novembre 2019, Trump a signé le Hong Kong Human Rights and Democracy Act (en) pour imposer des sanctions contre la Chine continentale et les responsables de Hong Kong considérés comme responsables de violations des droits humains à Hong Kong (en),,. L'adoption du projet de loi a été soutenu par des militants pro-démocratie à Hong Kong et a reçu en 2019 un soutien quasi unanime au Congrès.
Le 24 janvier 2020, au début de la pandémie de Covid-19, Trump a tweeté que "la Chine a travaillé très dur pour contenir le coronavirus. Les États-Unis apprécient grandement leurs efforts et leur transparence". Trump a ensuite qualifié le coronavirus de "virus chinois". Lors d'une conférence de presse à la Maison Blanche le 15 avril, Trump a déclaré que le gouvernement américain tentait de déterminer si le virus COVID-19 émanait de l'Institut de virologie de Wuhan,.
En mai 2020, les relations avaient atteint un nouveau plus bas, les deux parties accusant l'autre d'être coupable de l'épidémie mondiale de coronavirus. Washington a mobilisé une campagne d'enquêtes, de poursuites et de restrictions à l'exportation. Pékin a intensifié ses activités militaires dans la mer de Chine méridionale contestée et a lancé des dénonciations contre le secrétaire d'État américain Mike Pompeo. Les responsables chinois ont publiquement émis l'hypothèse que l'armée américaine avait délibérément déclenché le virus en Chine. Les sondages américains montrent que le public a une opinion de plus en plus négative de la Chine.
Le 17 juin 2020, Trump a signé la loi sur la politique des droits de l'homme ouïghours (en), qui autorise l'imposition de sanctions américaines contre les responsables du gouvernement chinois responsables des camps de détention détenant plus d'un million de membres de la minorité musulmane ouïghoure du pays,.

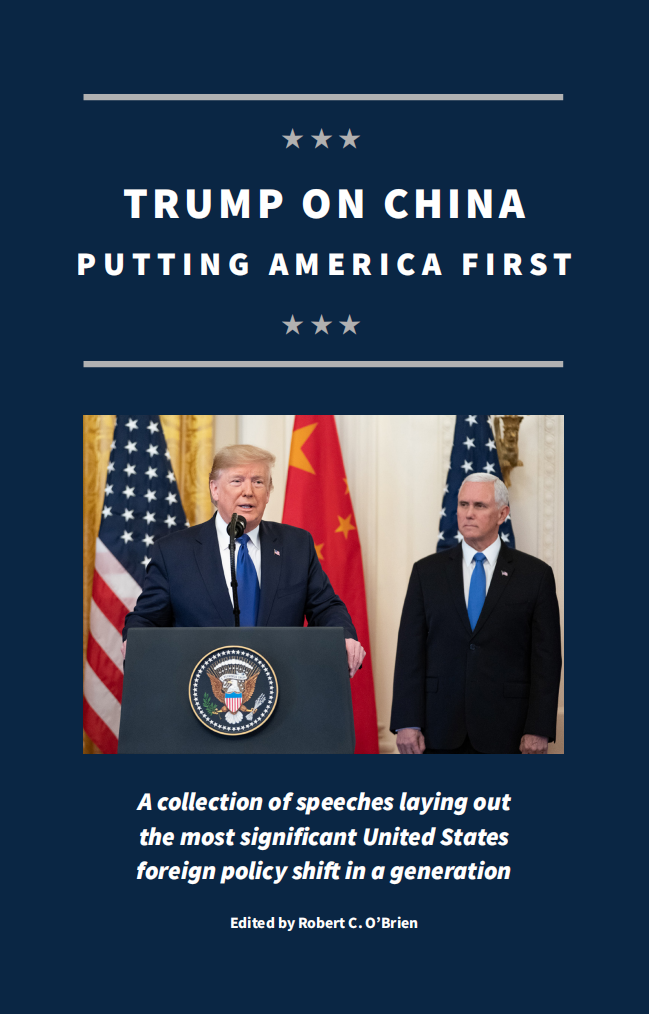
Trump on China: Putting America First (Wikisource), recueil de discours décrivant la politique de Trump à l'égard de la Chine publié en novembre 2020.

Le 9 juillet 2020, l'administration Trump a imposé des sanctions et des restrictions de visa à l'encontre de hauts responsables chinois, notamment Chen Quanguo, Zhu Hailun (en), Wang Mingshan (zh) et Huo Liujun. Avec les sanctions, ils se sont vus, ainsi que leurs proches immédiats, interdit d'entrée aux États-Unis et leurs avoirs basés aux États-Unis ont été gelés. La sanction est basée sur la loi sur la politique des droits de l'homme ouïghours.
Le 14 juillet 2020, Trump a signé la loi sur l'autonomie de Hong Kong (en), qui sanctionne les responsables et entités chinois pour les "actions répressives" de la Chine contre la population de Hong Kong, et a publié un décret mettant fin au traitement préférentiel du territoire par les États-Unis. La loi autorise les départements de l'État et du Trésor à imposer des sanctions aux personnes impliquées dans l'application de la loi sur la sécurité de Hong Kong, et cible également les banques impliquées dans des transactions importantes avec des contrevenants,.
Le 22 juillet 2020, le gouvernement américain a ordonné aux diplomates chinois de fermer le consulat général de Chine (en) à Houston et de le quitter dans les 72 heures, déclenchant une réaction diplomatique de la part des responsables chinois. Robert S. Ross (en), politologue au Boston College, a déclaré que "l'administration Trump aimerait se dissocier complètement de la Chine. Pas de commerce, pas d'échanges culturels, pas d'échanges politiques, pas de coopération sur tout ce qui ressemble à des intérêts communs". Le porte-parole du ministère chinois des Affaires étrangères, Wang Wenbin, a publié une déclaration en réponse demandant aux États-Unis d'annuler la fermeture, menaçant sinon de prendre des mesures réciproques. Les États-Unis ne revenant pas sur leur directive antérieure, le 24 juillet, les autorités chinoises ont ordonné la fermeture du consulat général américain (en) à Chengdu. La Maison Blanche a exhorté la Chine plus tard dans la journée à ne pas s'engager dans des "représailles du tac au tac".
Le 23 juillet 2020, le secrétaire d'État américain Mike Pompeo a annoncé la fin de ce qu'il a appelé un "engagement aveugle" avec le gouvernement chinois. Il a également critiqué le secrétaire général du Parti communiste chinois, Xi Jinping, le qualifiant de "véritable partisan d'une idéologie totalitaire en faillite".
En août 2020, Carrie Lam et dix autres responsables du gouvernement de Hong Kong ont été sanctionnés par le Département du Trésor des États-Unis en vertu d'un décret pour atteinte à l'autonomie de Hong Kong,,. La sanction est basée sur la loi sur l'autonomie de Hong Kong et Lam a été répertorié sur la liste des ressortissants spécialement désignés et des personnes bloquées.
Le 9 août 2020, le secrétaire américain à la Santé et aux Services sociaux, Alex Azar, s'est rendu à Taïwan pour rencontrer la présidente Tsai Ing-wen, la première visite d'un responsable américain depuis la rupture des relations diplomatiques entre Washington et Taipei en 1979.
Le 13 août 2020, le Département d'État américain a désigné le Centre américain de l'Institut Confucius (CIUS) comme mission étrangère de la RPC, "reconnaissant le CIUS pour ce qu'il est : une entité qui fait avancer la campagne mondiale de propagande et d'influence malveillante de Pékin sur les campus américains et les classes de la maternelle à la 12e année". Les Instituts Confucius sont financés par la RPC et font partie de l'appareil d'influence et de propagande mondiale du Parti communiste chinois.
Le 22 septembre 2020, Trump a mentionné lors de la 75e session de l'Assemblée générale des Nations Unies (en) que "la Chine a bloqué les voyages intérieurs tout en autorisant les vols à quitter la Chine et à infecter le monde" en ce qui concerne la pandémie de Covid-19, puis il a ajouté : "Le gouvernement chinois et l'Organisation mondiale de la santé, qui est pratiquement contrôlée par la Chine, ont faussement déclaré qu'il n'y avait aucune preuve de transmission interhumaine (en)." Il a également accusé la Chine de "déverser des millions et des millions de tonnes de plastique et de déchets dans les océans, de surpêcher les eaux d'autres pays, de détruire de vastes étendues de récifs coralliens et d'émettre plus de mercure toxique dans l'atmosphère que n'importe quel autre pays au monde. Les émissions de carbone de la Chine (en) sont près de deux fois supérieures à celles des États-Unis."
En décembre 2020, le New York Times a rapporté que la Chine avait versé des primes à des militants liés aux talibans pour avoir tué des soldats américains en Afghanistan.
Le 20 janvier 2021, la Chine a imposé des sanctions contre le secrétaire d'État américain sortant Mike Pompeo, l'ancien secrétaire à la Santé et aux Services sociaux Alex Azar, l'ancien sous-secrétaire d'État Keith J. Krach (en), l'ambassadeur américain sortant auprès des Nations Unies Kelly Craft et 24 d'autres anciens responsables de Trump. Le Conseil de sécurité nationale de Biden a qualifié les sanctions d'"improductives et cyniques". Lors de son audition de nomination, Blinken a approuvé le rapport de Pompeo selon lequel la Chine commet un génocide contre les musulmans ouïghours, réaffirmant la position de campagne de Biden.
La politique chinoise de Trump a été largement poursuivie (en) par le président suivant, Joe Biden.

#### Japon

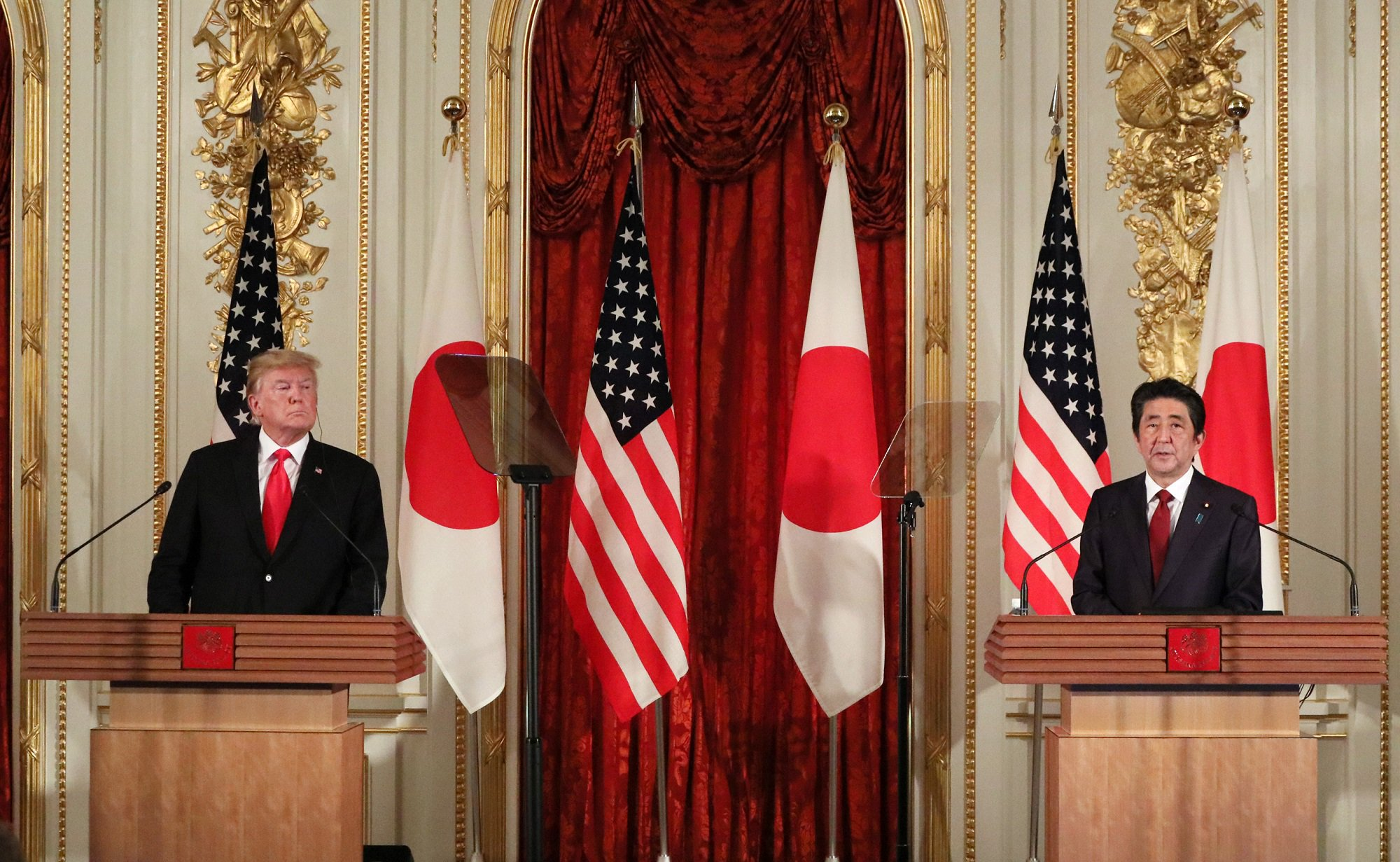
Le président Trump et le Premier ministre japonais Shinzō Abe, en mai 2019.

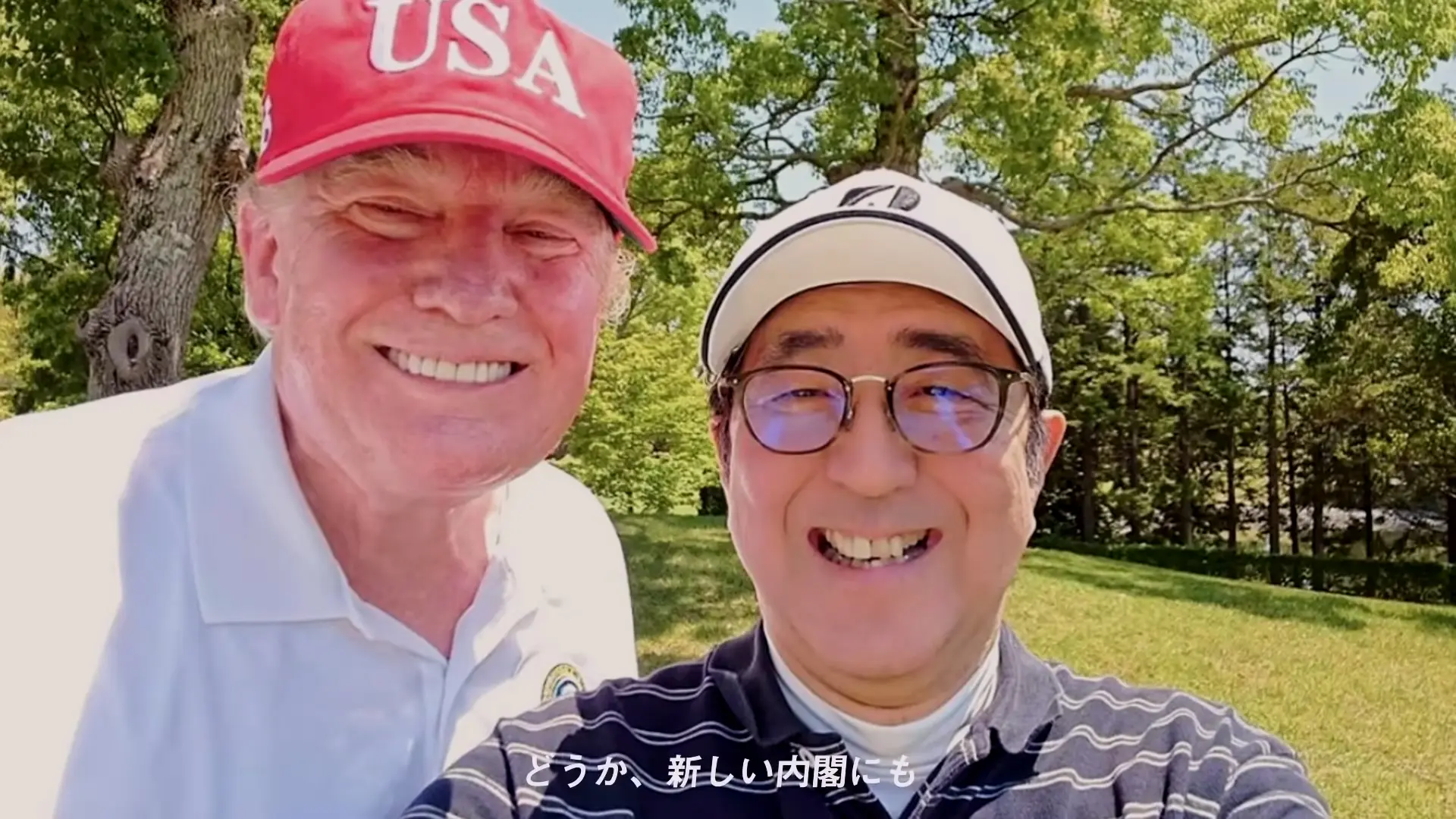
Shinzō Abe prennant un selfie avec Donald Trump.

Au cours de sa campagne électorale de 2016, Trump a accusé le Japon de pratiques commerciales déloyales, de "prendre nos emplois" et de manipulation monétaire. Il a suggéré que le Japon devrait payer les États-Unis pour sa présence militaire au Japon et a suggéré à un moment donné que le Japon devrait développer des armes nucléaires pour se défendre contre la Corée du Nord.
Le Premier ministre japonais Shinzō Abe a rencontré le président élu Trump à la Trump Tower peu après son élection, le premier dirigeant étranger à le faire. Il a déclaré que Trump était "un leader en qui je peux avoir confiance". Cependant, après la réunion, Trump a continué à se plaindre de la monnaie japonaise et de son industrie automobile.
En janvier 2017, Trump a formellement renoncé au Partenariat transpacifique, dans lequel le Japon aurait été un acteur clé, mais a laissé ouverte la possibilité de négociations commerciales bilatérales.
Lors d'une visite au Japon en janvier 2017, le secrétaire à la Défense Mattis a réaffirmé l'engagement des États-Unis en faveur de la défense du Japon.
Trump et Abe se sont rencontrés à la Maison Blanche en février 2017, suivis d'une excursion de golf en Floride. Trump a promis de renforcer les liens entre les deux pays et a déclaré que les États-Unis étaient attachés à la sécurité du Japon, affirmant que l'alliance entre les deux pays était "la pierre angulaire de la paix et de la stabilité dans la région du Pacifique".

#### Corée du Nord

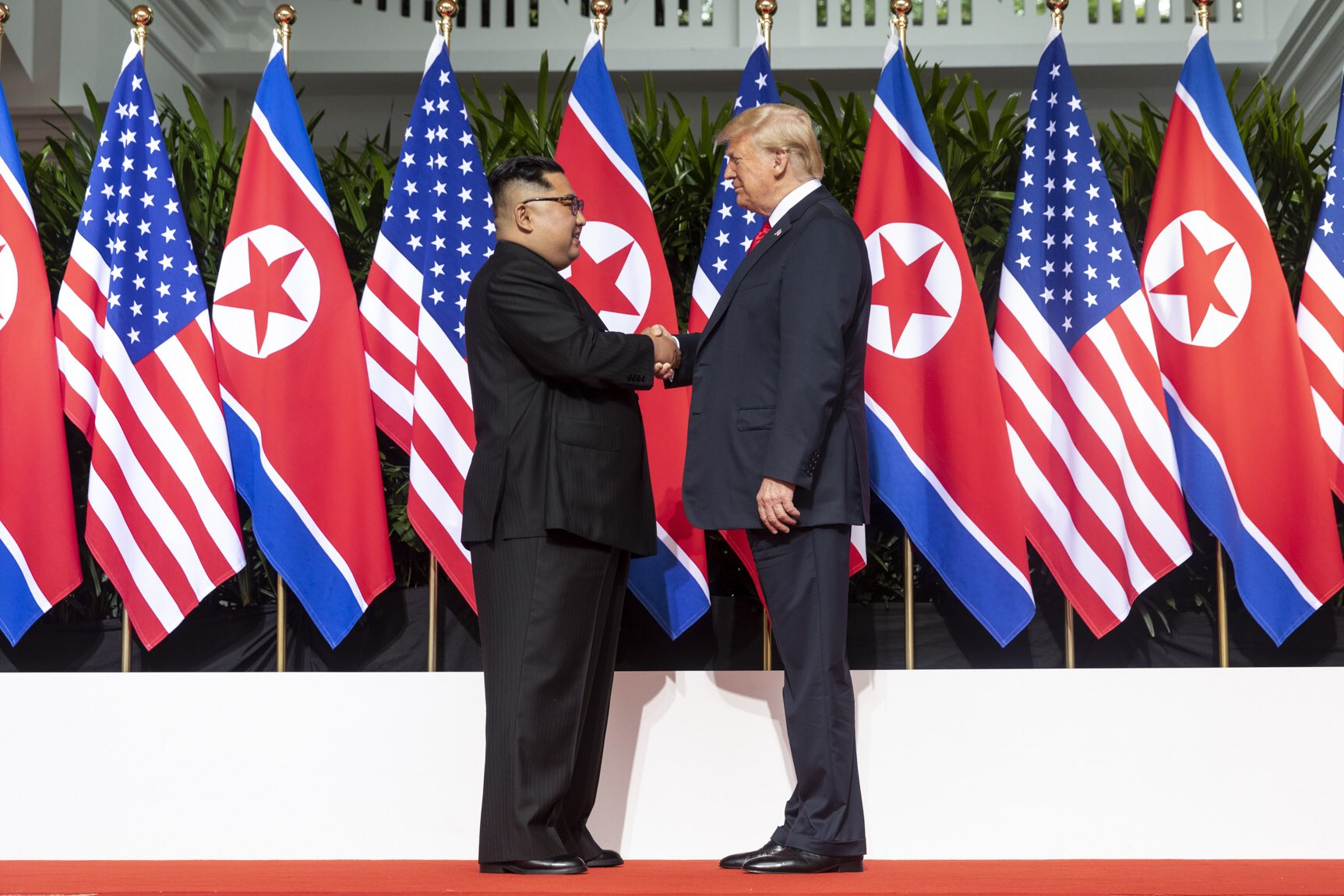
Trump et le dirigeant nord-coréen Kim Jong-un lors du premier sommet à Singapour, en juin 2018.

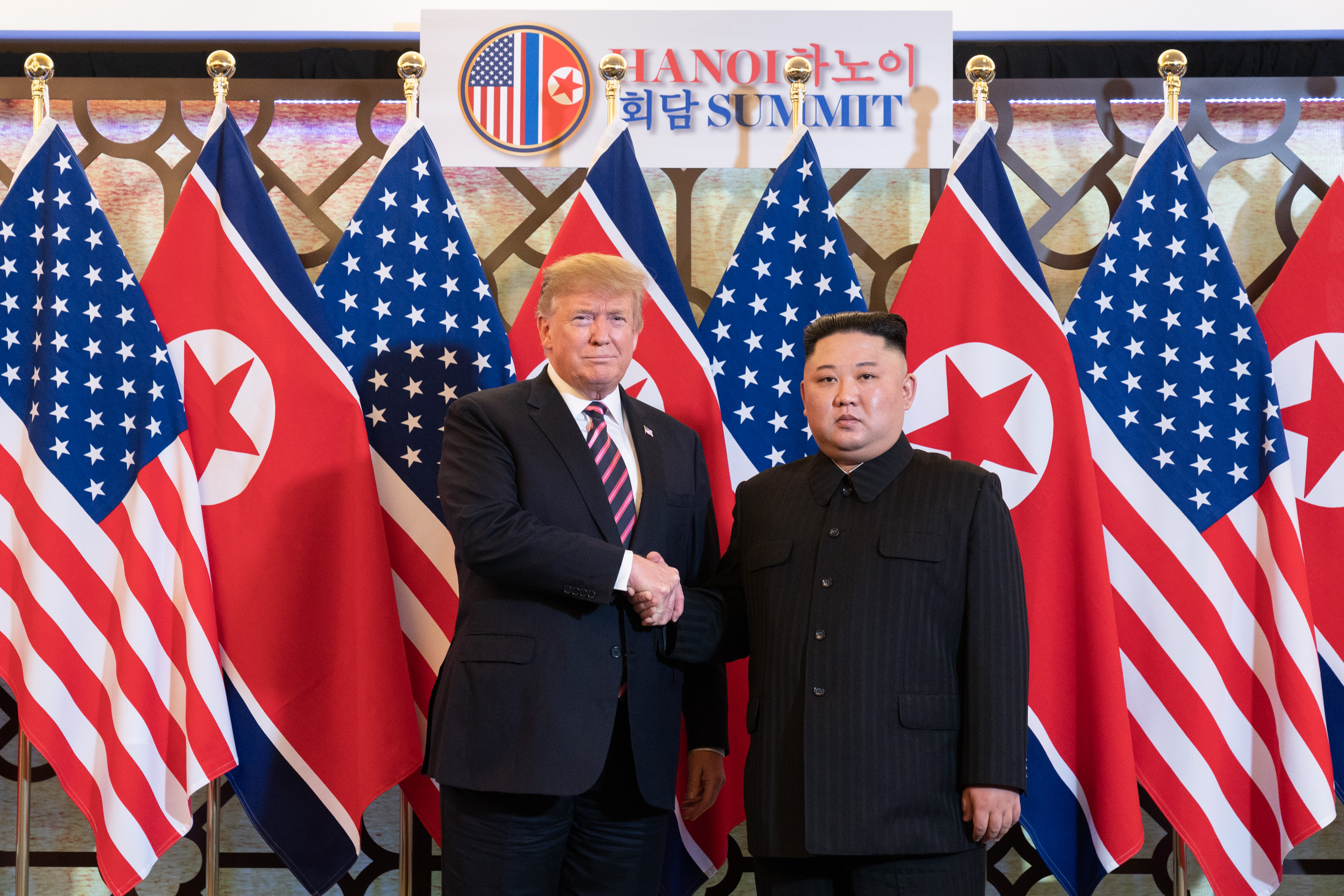
Trump et le dirigeant nord-coréen Kim Jong-un lors du deuxième sommet à Hanoï, en février 2019.

Pendant sa campagne, Trump a déclaré qu'il serait prêt à rencontrer le leader suprême nord-coréen Kim Jong-un, qu'il a décrit comme un "maniaque" qui mérite également le mérite d'avoir réussi à vaincre ses rivaux afin de succéder à son père,. Il a indiqué qu'il ne voulait pas s'impliquer dans un conflit entre la Corée du Nord et la Corée du Sud, une attitude qui a donné lieu à un éditorial dans les médias d'État nord-coréens qui l'a salué comme un "politicien sage" et un "candidat présidentiel clairvoyant" qui pourrait être bon pour la Corée du Nord. À la suite de l'essai nucléaire nord-coréen de janvier 2016, Trump a préconisé d’exercer une plus grande pression sur la Chine pour qu'elle maîtrise son allié la Corée du Nord,. Pendant sa campagne et les premiers mois de sa présidence, il a déclaré qu'il espérait que la Chine aiderait à freiner les ambitions nucléaires et les essais de missiles de la Corée du Nord.
Les tensions se sont accrues en avril 2017, alors qu'il s'exprimait avant la visite du dirigeant chinois Xi Jinping, Trump a déclaré : "Si la Chine ne veut pas résoudre la Corée du Nord, nous le ferons". Le 8 avril 2017, la marine américaine a envoyé un groupe d'attaque dans le Pacifique occidental depuis Singapour, ce qui a conduit le gouvernement nord-coréen à mettre en garde contre une éventuelle guerre. Cependant, le groupe d'attaque s'est dirigé vers le sud pour des exercices d'entraînement programmés avec la marine australienne, mais s'est rendu dans la péninsule coréenne la semaine suivante,. Le 16 avril, le vice-président Mike Pence s'est rendu en Corée du Sud, a visité la zone démilitarisée qui sépare la Corée du Nord de la Corée du Sud et a averti que "l'ère de patience stratégique" américaine envers les programmes nucléaires et de missiles de la Corée du Nord est révolue.
Deux mois plus tard, le 17 juin, la Corée du Nord libérait le captif américain Otto Warmbier. Le secrétaire d'État Rex Tillerson a déclaré que le Département d'État avait obtenu la libération de Warmbier sous la direction de Trump et qu'il demanderait la libération de trois autres américains emprisonnés en Corée du Nord,.
En juillet 2017, la Corée du Nord a testé deux missiles à longue portée (en), identifiés par les observateurs occidentaux comme des missiles balistiques intercontinentaux potentiellement capables d'atteindre l'Alaska, Hawaï et les États-Unis contigus,. En août, Trump a considérablement intensifié sa rhétorique contre la Corée du Nord, affirmant que de nouvelles provocations contre les États-Unis se heurteraient à "un feu et une fureur comme le monde n'en a jamais vu". Selon le correspondant du New York Times Michael S. Schmidt (en), Trump a proposé d'utiliser une arme nucléaire contre la Corée du Nord et de rejeter la responsabilité de l'attaque sur un autre pays, mais en a été dissuadé par John F. Kelly.
En mars 2018, une délégation sud-coréenne à la Maison Blanche a remis à Trump un message de Kim, suggérant une rencontre entre Kim et Trump. Les sud-coréens ont déclaré que Kim était prêt à parler de ses programmes nucléaires et de missiles. Trump a immédiatement accepté l'invitation à se rencontrer "à un lieu et une heure à déterminer".
Concernant la correspondance ultérieure de Kim entre avril 2018 et août 2019, l'ancien conseiller à la sécurité nationale John Bolton pense que les lettres ont été écrites par quelqu'un du "bureau de l'agitprop" et non par Kim lui-même.
Le 10 mai, il a été annoncé que la réunion aurait lieu le 12 juin à Singapour. En signe de bonne volonté, Kim a libéré trois citoyens américains détenus dans les prisons nord-coréennes. Cependant, à mesure que le moment approchait, les responsables nord-coréens n'ont pas réussi à rencontrer leurs homologues américains pour planifier la réunion. Le 24 mai, Trump a annulé la réunion, citant ce qu'il percevait comme "une colère énorme et une hostilité ouverte" dans la déclaration la plus récente de la Corée du Nord. Quelques jours plus tard, la planification de la réunion a repris.
Le 12 juin 2018, après plusieurs séries de réunions préliminaires au niveau du personnel, Trump et Kim se sont rencontrés dans un hôtel de Singapour. Ils ont discuté en tête-à-tête en présence uniquement d'interprètes, puis ont eu un déjeuner de travail avec le personnel et les conseillers. Ils ont signé une déclaration commune acceptant de nouvelles relations pacifiques, des garanties de sécurité pour la Corée du Nord, la réaffirmation de la promesse de la Corée du Nord d'œuvrer à la dénucléarisation de la péninsule coréenne, la récupération des dépouilles des soldats et des négociations de suivi entre des responsables de haut niveau. Lors d'une conférence de presse de suivi, Trump a annoncé que les États-Unis cesseraient d'organiser des exercices militaires conjoints avec la Corée du Sud, les qualifiant de "provocateurs". Immédiatement après le sommet, Trump a déclaré : "il n'y a plus de menace nucléaire de la part de la Corée du Nord".

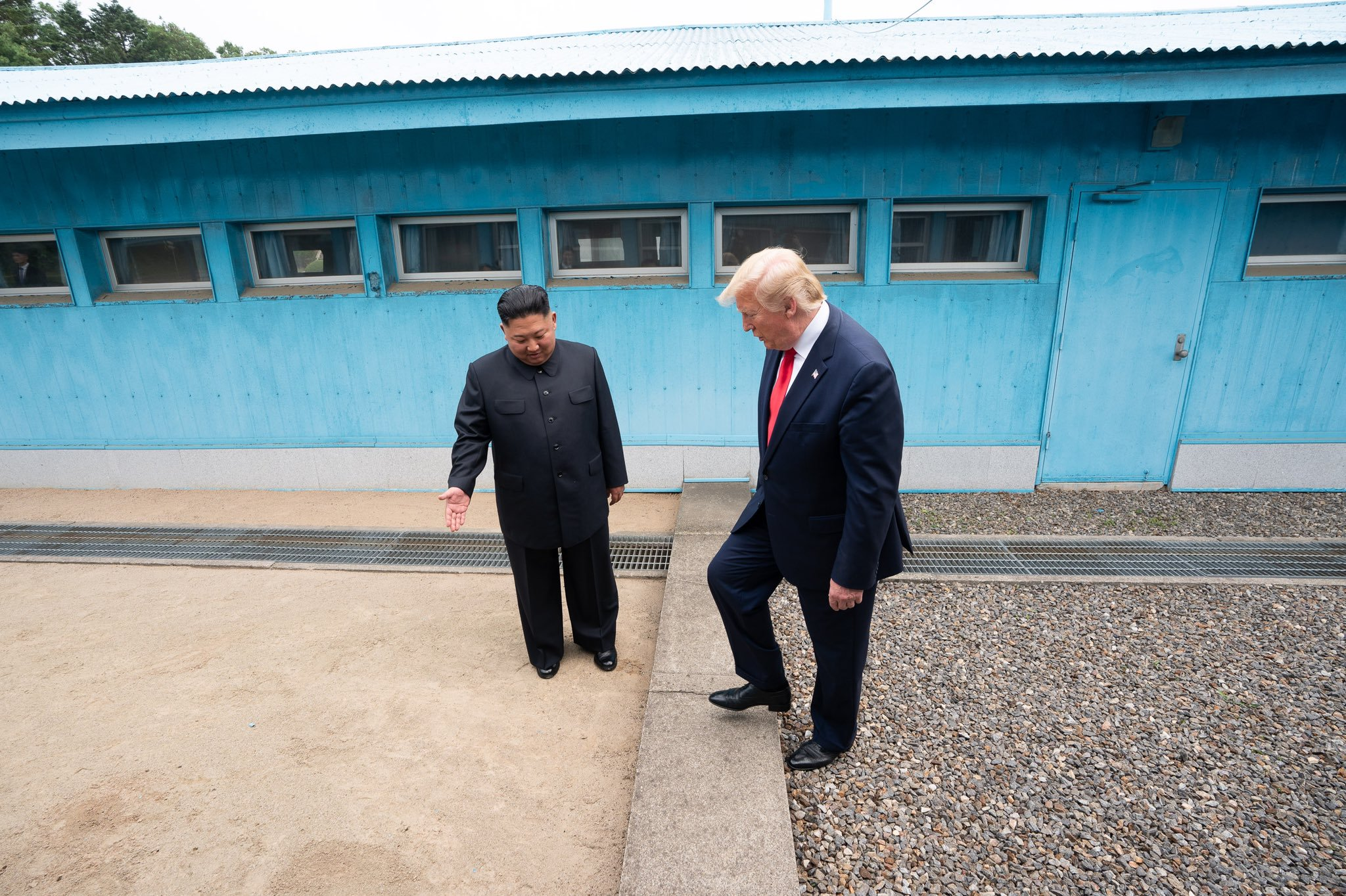
En juin 2019, Trump est entré sur le territoire nord-coréen, devenant ainsi le premier président américain en exercice à le faire depuis la guerre de Corée.

Une évaluation de la communauté américaine du renseignement de janvier 2019 a révélé qu'il était peu probable que la Corée du Nord abandonne son arsenal nucléaire, ce qui contredit directement un principe fondamental de la politique étrangère déclarée de Trump.
Fin février 2019, Trump a rencontré le président Kim Jong-un lors d'un sommet à Hanoï pour des entretiens. Le 28 février, la Maison Blanche a annoncé que le sommet avait été annulé après l'échec des négociations avec les nord-coréens.
À la suite du sommet du G20 à Osaka en 2019, Trump a organisé une rencontre avec le président Kim dans la zone démilitarisée coréenne aux côtés du président sud-coréen Moon Jae-in. Le sommet trilatéral d'une journée dans la zone démilitarisée s'est tenu le 30 juin, au cours duquel Trump est devenu le premier président américain à fouler le sol nord-coréen pendant son mandat. Trump et Kim se sont également engagés à relancer les négociations sur le programme nucléaire de la Corée du Nord après l'échec des négociations lors du sommet de Hanoï en février 2019. Les pourparlers qui ont suivi à Stockholm en octobre 2019 ont rapidement échoué en récriminations, la Corée du Nord accusant les États-Unis de "politique hostile". Il n'y a pas eu d'autres pourparlers connus entre les nations pendant la présidence de Trump. En 2020, l'arsenal nucléaire de la Corée du Nord aurait atteint des niveaux bien plus importants qu'avant le sommet de Singapour de 2018.

#### Corée du Sud

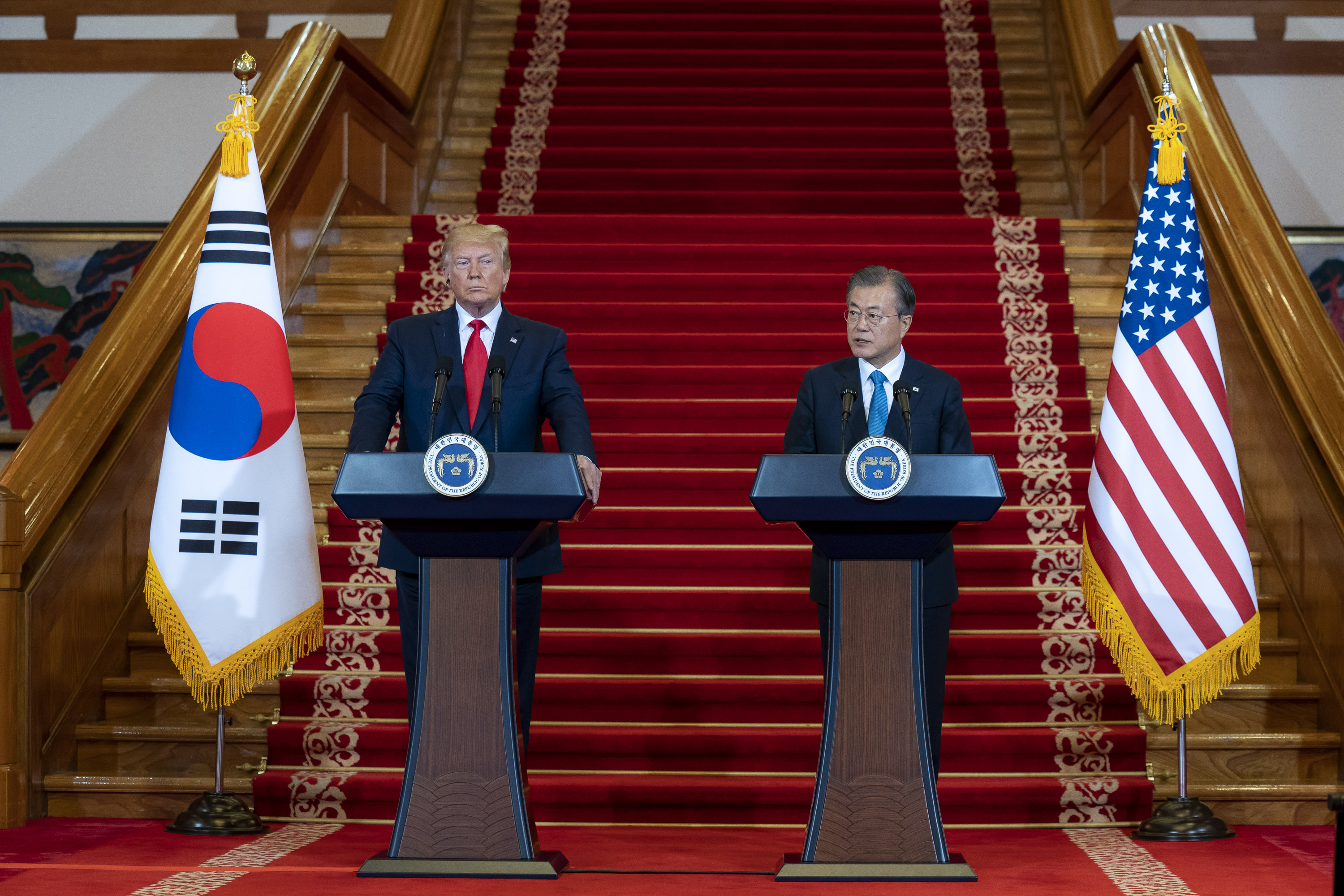
Trump et le président sud-coréen Moon Jae-in, en juin 2019.

Trump et Moon Jae-in se sont rencontrés à la Maison Blanche en juin 2017 pour discuter des relations commerciales et des programmes de missiles nord-coréens (en).

### Asie du Sud

#### Afghanistan

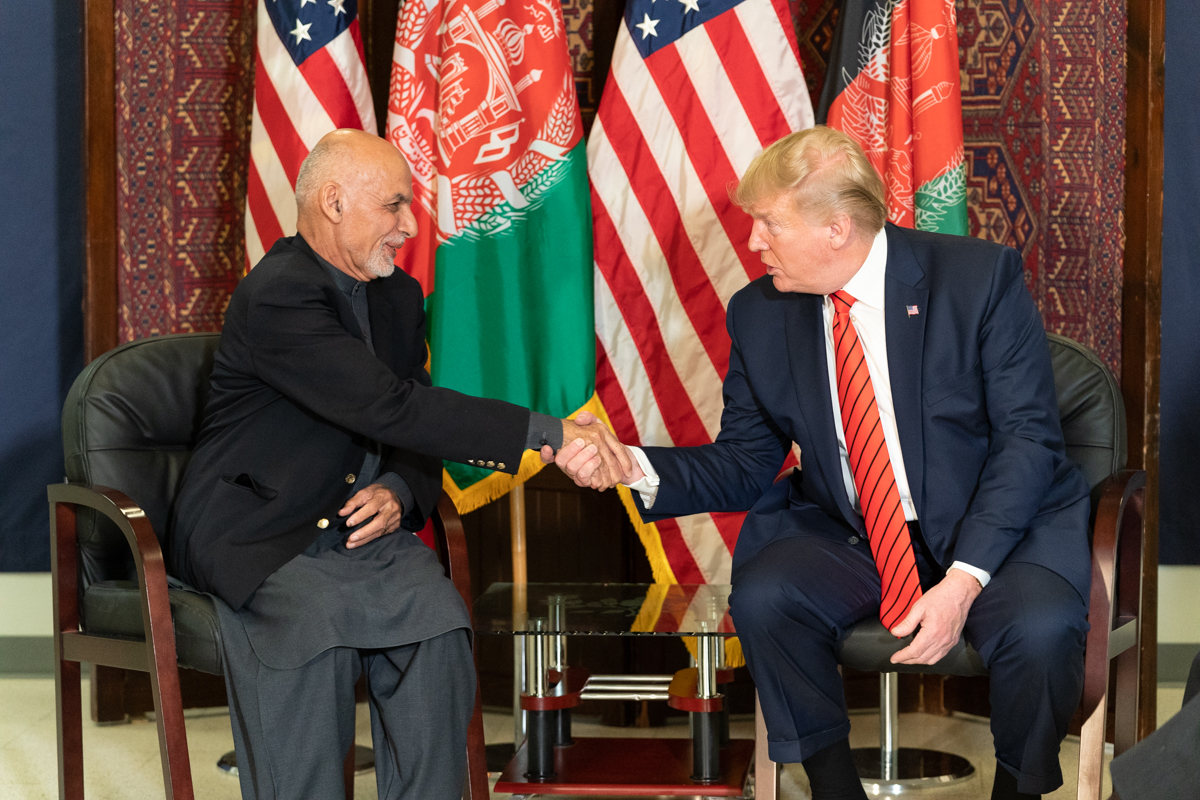
Trump et le président afghan Ashraf Ghani en novembre 2019.

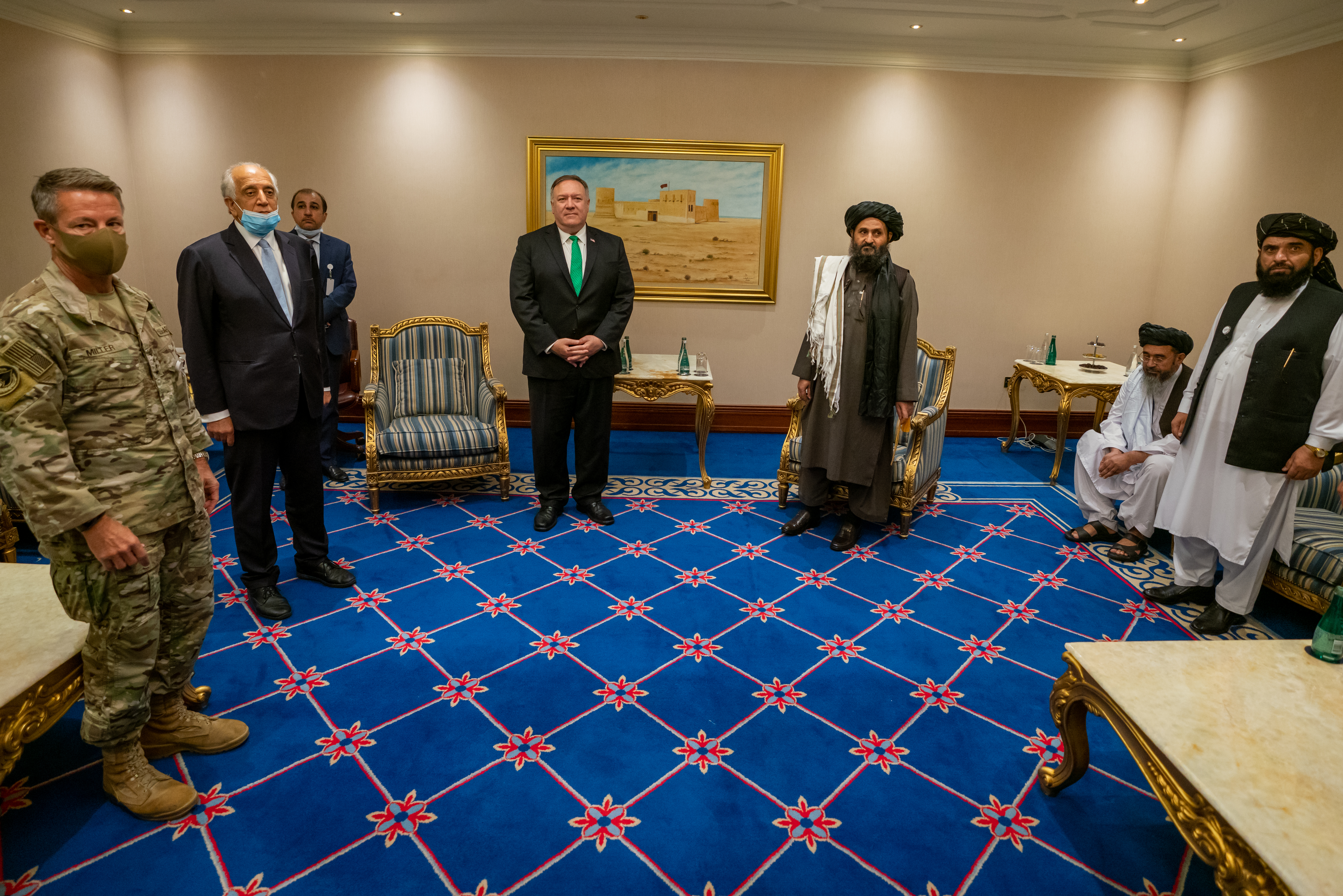
Le secrétaire d'État américain Mike Pompeo rencontre une délégation des talibans à Doha, au Qatar, en septembre 2020.

Le 21 août 2017, Trump a déclaré vouloir étendre la présence américaine en Afghanistan, sans donner de détails sur les modalités. Trump n'a formulé aucun délai ni aucun objectif spécifique à respecter, déclarant seulement qu’un retrait américain n’était pas une option maintenant car cela ferait le jeu des terroristes et mettrait en danger la sécurité des États-Unis et de ses alliés. Trump a déclaré qu'actuellement 20 organisations terroristes désignées par les États-Unis sont actives en Afghanistan et au Pakistan. Cependant, selon Barkha Dutt (en) du Washington Post, cette déclaration contredit la liste officielle du gouvernement américain, qui n'y répertorie que 13 organisations de ce type. Le porte-parole des talibans, Zabihullah Mujahid, a condamné le discours de Trump : "Il semble que l'Amérique ne veuille pas mettre fin à sa plus longue guerre et qu'au lieu de se rendre compte des réalités, elle soit toujours arrogante quant à sa puissance et sa force".
Le 19 septembre 2017, l’administration Trump a déployé 3 000 soldats américains supplémentaires en Afghanistan. Cela s'ajoute aux quelque 11 000 soldats américains déjà en service en Afghanistan, portant le total à au moins 14 000 soldats américains stationnés dans le pays.
Le 5 février 2019, le Sénat a voté à une écrasante majorité pour réprimander Trump pour sa décision de retirer ses troupes de Syrie et d'Afghanistan. Rédigée par le chef de la majorité Mitch McConnell, la mesure a été soutenue par presque tous les républicains.
Le 29 février 2020, l'administration Trump a signé l'Accord de Doha, un accord de paix conditionnel avec les talibans, qui prévoit le retrait des troupes étrangères dans 14 mois si les talibans respectent les termes de l'accord. Trump a déclaré "il est temps" de rapatrier les soldats américains d'Afghanistan. Le successeur de Trump, Joe Biden, a ensuite prolongé la date limite de retrait jusqu'au 11 septembre 2021, ce qui a amené Trump à déclarer en avril 2021 que "nous pouvons et devons sortir plus tôt", que "nous devrions rester aussi près" du 1er mai 2021, date limite fixée par Trump, et que le retrait était "une chose merveilleuse et positive à faire".
Dans le cadre de l’accord de février 2020, les États-Unis ont accepté la libération de 5 000 membres talibans emprisonnés par le gouvernement afghan, certains de ces ex-prisonniers ont ensuite rejoint l'offensive des talibans en 2021 qui a renversé le gouvernement afghan,.

#### Inde

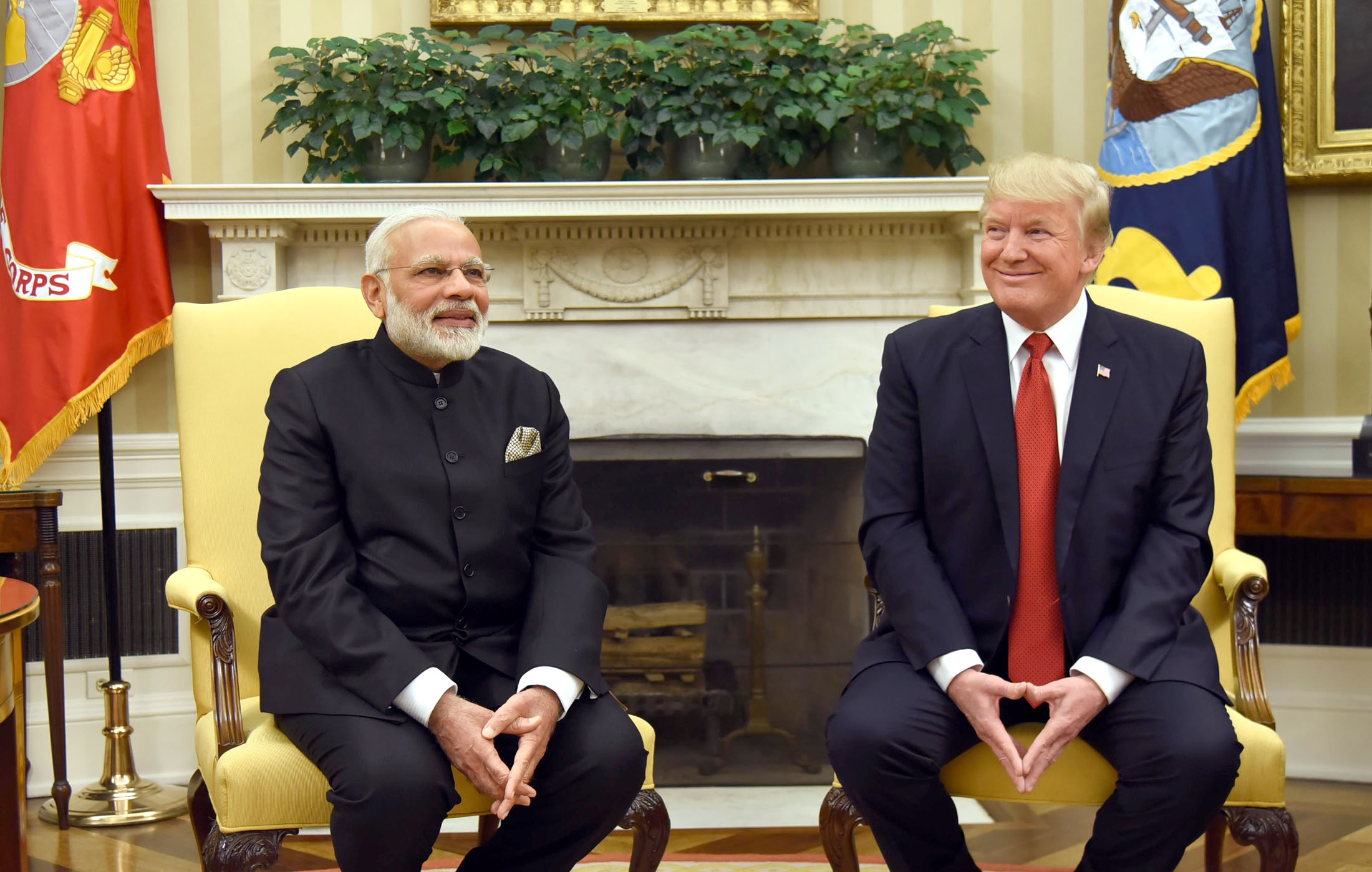
Le président Trump et le premier ministre indien Narendra Modi, en juin 2017.

Au cours de sa campagne, Trump parle favorablement du premier ministre indien Narendra Modi et exprime le désir d'une alliance plus étroite avec l'Inde. Il déclare lors d'un rassemblement électoral d'Indo-Américains que sous son administration, les relations avec l'Inde seront "les meilleures jamais vues". Trump et Modi se rencontrent à la Maison-Blanche en juin 2017, réaffirmant le partenariat solide entre les deux nations, notamment dans les domaines de la défense, de la sécurité maritime et de la lutte contre le terrorisme.
Trump cite ces relations comme l'une des plus importantes de ce siècle lors de sa grande visite en février 2020 (en), juste avant l'arrivée de la pandémie de Covid-19.

#### Pakistan
Durant sa campagne, Trump déclare que le Pakistan est "le pays le plus dangereux du monde" et qu'il doit se dénucléariser. Mais selon le gouvernement pakistanais, lors d'une conversation téléphonique post-électorale cordiale avec le Premier ministre pakistanais Nawaz Sharif, Trump fait l'éloge du Pakistan et de son peuple "fantastique", déclare qu'il adorerait visiter le pays et propose d'aider le Pakistan à résoudre tous les problèmes en suspens.
Après son entrée en fonction, Trump indique que le Pakistan fera partie des pays dont les citoyens devront passer par un processus de "contrôle extrême" avant d'entrer aux États-Unis. Le 2 juillet 2019, le Département d'État désigne l'Armée de libération du Baloutchistan (BLA), un groupe militant séparatiste qui vise à séparer le Baloutchistan du Pakistan, comme une organisation terroriste.

### Asie du Sud-Est

#### Philippines

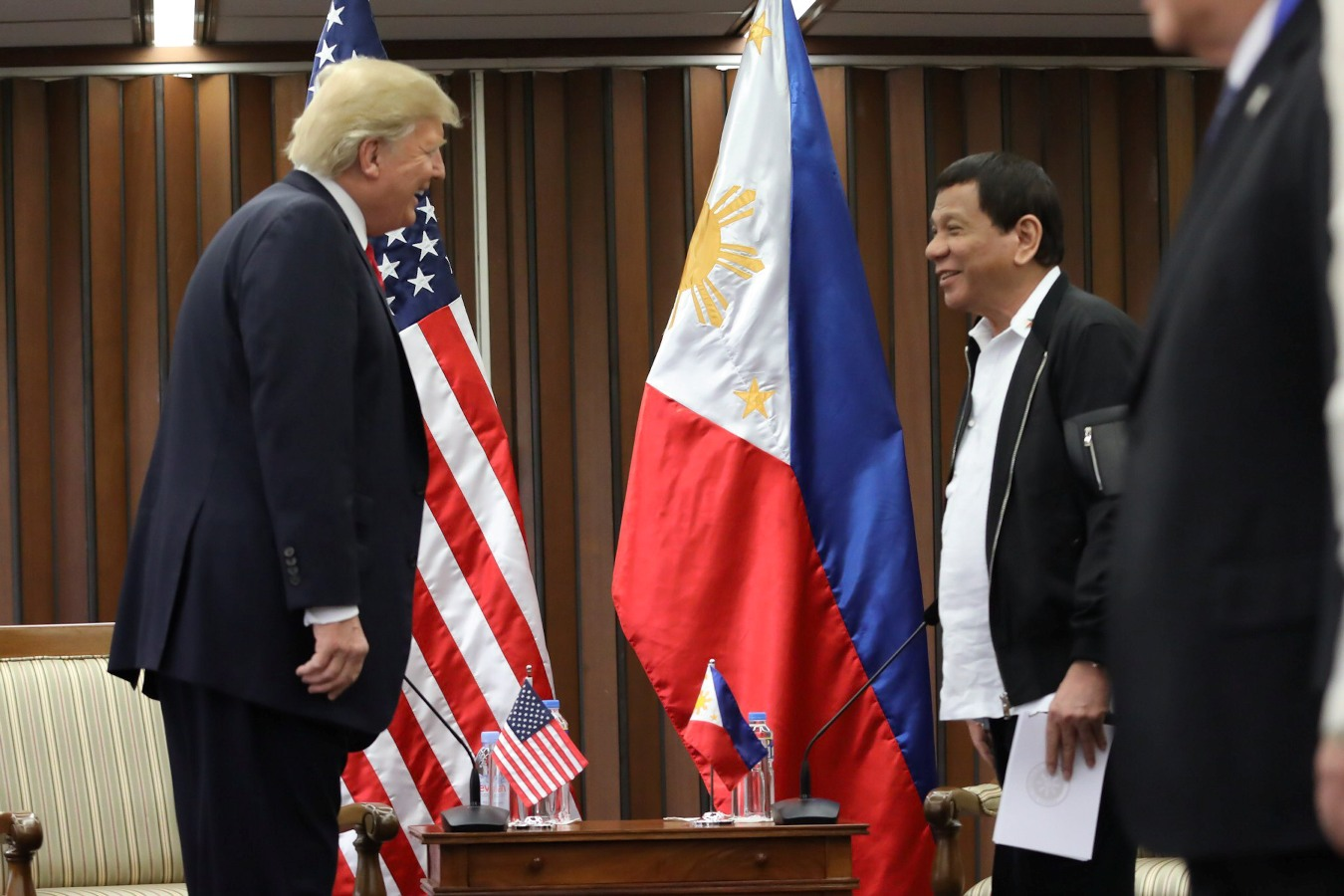
Le président philippin Rodrigo Duterte avec Trump à Manille, en novembre 2017.

Les relations entre les États-Unis et les Philippines prennent une tournure négative avec l'élection du président philippin Rodrigo Duterte en juin 2016. Duterte exprime une forte hostilité envers le président Obama de l'époque et menace de rompre les liens de longue date entre les deux pays en raison des critiques de ce dernier sur la question des droits de l'homme dans la politique de Duterte sur la guerre contre la drogue. Le 2 décembre 2016, le président élu Trump accepte un appel de félicitations de Duterte. Une déclaration de l'équipe Trump déclare que les deux dirigeants "ont noté la longue histoire d’amitié et de coopération entre les deux nations et sont convenus que les deux gouvernements continueraient à travailler en étroite collaboration sur des questions d’intérêt et de préoccupation communs". Duterte affirme par la suite que Trump a salué la controversée "guerre contre la drogue" de Duterte, qui a tué des milliers de personnes sans procès, et que Trump a déclaré que les Philippines "le faisaient en tant que nation souveraine, de la bonne manière".

## Europe

### Méditerranée orientale
En 2019, la Grèce et les États-Unis signent un pacte de défense révisé, que les responsables américains décrivent comme essentiel pour répondre aux défis de sécurité en Méditerranée orientale. L'accord prévoit une augmentation des activités conjointes des États-Unis, de la Grèce et de l'OTAN à Larissa, Stefanovikeio (en) et Alexandroúpoli, ainsi que des infrastructures et d'autres améliorations à la base navale de Crète,.

### France

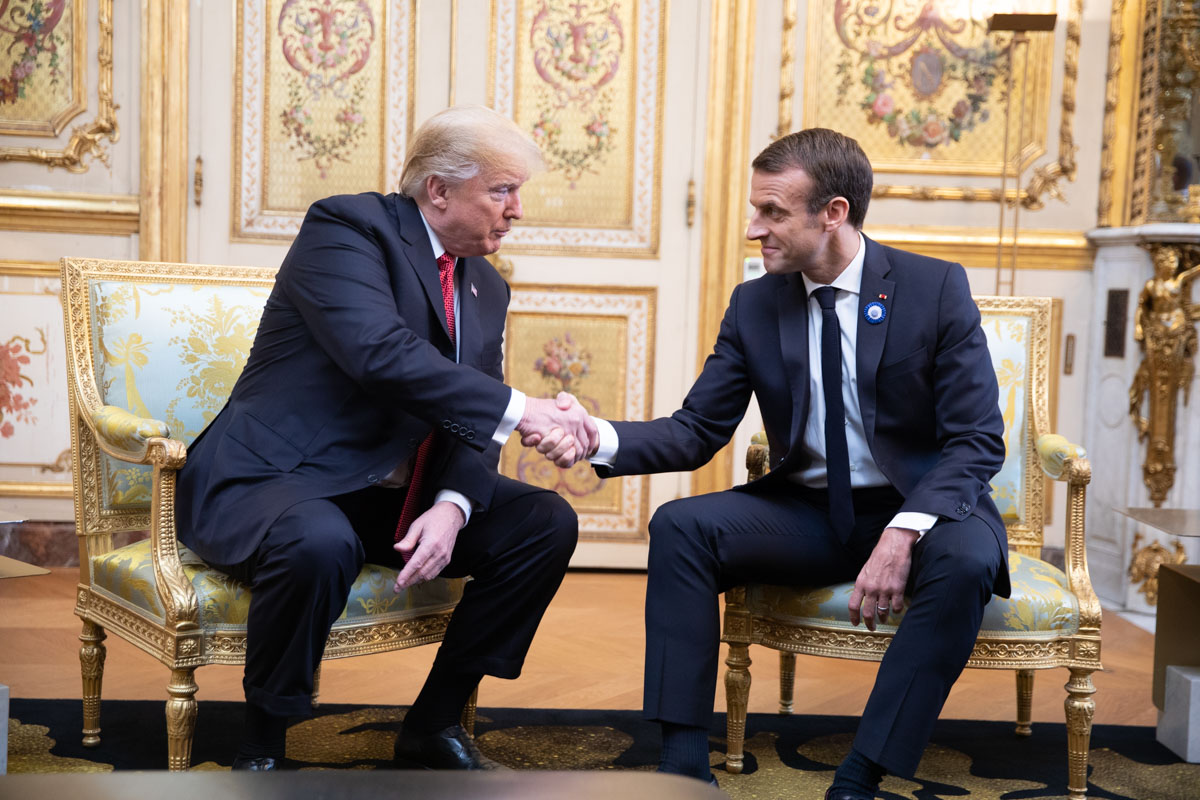
Le président Trump et le président français Emmanuel Macron, en novembre 2018.

Lors de leur premier appel téléphonique, le président Trump déclare au président français François Hollande qu'il "aime la France" et qu'il n'y a "pas de pays plus beau que la France". Cependant, dans son discours au CPAC de 2017, Trump déclare que "la France n'est plus la France" à cause du terrorisme. En réponse, le président Hollande déclare que les alliés ne doivent pas se critiquer les uns les autres, et il l'invite à visiter Disneyland Paris.
Avant l'élection présidentielle française de 2017, Trump exprime son soutien à Marine Le Pen, la qualifiant de "candidate la plus forte", bien qu'il ne la soutienne pas explicitement. Cependant, lors de sa rencontre avec le président français nouvellement élu Emmanuel Macron à Bruxelles en mai 2017, il déclare à Macron "tu étais mon homme", affirmant que les reportages des médias sont erronés.
Trump honore l'invitation du président français Emmanuel Macron d'assister au défilé militaire annuel du 14 juillet 2017 à Paris.